# 機動戰士GUNDAM 00 登場機體列表
本列表為日本動畫《機動戰士GUNDAM 00》及其所有外傳的登場機體。

## 天上人（Celestial Being）

### 第一世代GUNDAM（2290年）
GN-000 0 GUNDAM（0 Gundam）
- 類型：標準型MS
- 駕駛員：里朋斯·阿爾馬克[1]
- 駕駛員（實戰配備型）：雷瑟·艾翁[2]、里朋斯·阿爾馬克[3]
- 高：18.0公尺
- 重量：53.4公噸
- 機體武裝：

粒子束軍刀（Beam Saber）
粒子束槍（Beam Gun）
GUNDAM盾牌（Gundam Shield）
- 特殊裝置：

GN羽翼（GN Feathers）
Trans-AM系統（0 Gundam Type A.C.D.）
- 簡介：

天上人開發的第一台GUNDAM，被稱為第一世代GUNDAM、且為所有GUNDAM的元祖。
於2301年庫爾吉斯戰爭首次登場，並且救走了當時目擊到本機的KPSA少年兵剎那·F·塞耶。
- 設計者：大河原邦男
- 相關機體：

GN-000 0 GUNDAM實戰配備型（0 Gundam Type A.C.D.）
- 簡介：

在第二季與變革者的決戰前，作為補充戰力與其他武器，一起運送到托勒密號的0鋼彈。
機體配色改為藍色與白色等色系、動力源改為大型GN粒子儲藏槽。
在最終戰中，為了防衛托勒密號投入戰場，由雷瑟駕駛。
之後因粒子耗盡與雷瑟的舊傷復發，而退出戰局，棄置於原地。
被奪得原裝太陽爐的里朋斯開走，並在與稍後趕到的能天使GUNDAM修補版II交戰後重創，太陽爐也因此損毀。
GN-000FA 全裝甲型0 GUNDAM（Fullarmor 0 Gundam）

### 第二世代GUNDAM（GNY系列－2292年）
GNY-001 正義女神GUNDAM（Gundam Astraea）
- 類型：泛用型MS
- 駕駛員：魯伊德·雷曾納斯、雪兒·亞克斯迪卡、鋼彈尖兵874
- 高：18.3公尺
- 重量：55.1公噸
- 機體武裝：

GN粒子束軍刀（GN Beam Saber）×2
GN火神炮（GN Vulcan）×2
GN粒子束步槍（GN Beam Rifle）
原型GN劍（Proto GN Sword）
GN基礎盾牌（GN Basic Shield）
GN炮（GN Launcher）×2 → 雙管GN炮（Double GN Launcher）×4 → 四重加農炮（Quad Connon）
- 簡介：

公式外傳「機動戰士GUNDAM 00P」登場。
第一世代的0 GUNDAM發展型，第二世代GUNDAM的一號機，也是第三世代的能天使GUNDAM原型機。
外觀有如0 GUNDAM和能天使GUNDAM的折衷版。
- 命名：「Astraea」之名源自於塔羅牌的「正義」，在希臘神話中是正義女神阿斯特賴亞（處女座）。
- 設計者：海老川兼武
- 相關機體：

GNY-001B 正義女神GUNDAM B型（Gundam Astraea Type B）
- 簡介：

錐型太陽爐的測試用型態。錐型太陽爐的推進測試結果本身雖然良好，但同時有著造成機體平衡性崩壞的缺點。
GNY-001F 正義女神GUNDAM F型（Gundam Astraea Type F）
- 類型：泛用型MS
- 駕駛員：馮恩·史帕克
- 高：18.3公尺
- 重量：55.1公噸
- 機體武裝：

GN粒子束軍刀（GN Beam Saber）×2
GN火神炮（GN Vulcan）×2
GN粒子束步槍（GN Beam Rifle）
原型GN劍（Proto GN Sword）
GN盾牌（GN Shield）
GN炮（GN Launcher）×2 → 雙管GN炮（Double GN Launcher）
- 特殊裝置：

Trans-AM系統（Trans-AM System）
- 簡介：

公式外傳「機動戰士GUNDAM 00F」登場，型號改為「GNY-001F」，F為天使的第一個字母。
轉交予天使運用的正義女神鋼彈，機體塗裝改為紅色系。
為了不讓三大勢力察覺「天上人的鋼彈不只四架」的事實，在辨識度最高的臉部，覆蓋了偽裝用的感測器面具。
由於正義女神GUNDAM本身的太陽爐已經安裝在能天使鋼彈上，因此在執行任務時，使用同樣由天使保管的0鋼彈的太陽爐。
GNY-001F2 正義女神GUNDAM F型改（Gundam Astraea Type F2）
- 類型：泛用型MS
- 駕駛員：馮恩·史帕克
- 高：18.3公尺
- 重量：55.0公噸
- 機體武裝：

GN粒子束軍刀（GN Beam Saber）×2
GN粒子束步槍（GN Beam Rifle）
原型GN劍（Proto GN Sword）
GN盾牌（GN Shield）
GN炮（GN Launcher）×2 → 雙管GN炮（Double GN Launcher）
- 特殊裝置：

Trans-AM系統（Trans-AM System）
GN折射罩（機動戰士GUNDAM 00F 第4集）
- 簡介：

公式外傳「機動戰士GUNDAM 00F」登場，正義女神鋼彈 F型的現代化改裝型。型號改為「GNY-001F2」。
由於正義女神鋼彈 F型從出廠至今已經有15年，各部位的零件因年事已高的關係，開始劣化。
改裝的重點的是將GN電容器的外罩，更換成能天使GUNDAM的備用零件、將頭部天線大型化，且附加上與頸部天線相同的控制粒子能力。
讓正義女神鋼彈 F型改擁有4具控制粒子用天線，對於GN粒子的控制能力提高的40%以上。
在進行改裝作業時，因為鋼彈與天上人早已廣為人知，因此移除了已無必要的偽裝用感測器面具。
GNY-001FB 黑色正義女神GUNDAM F型（Gundam Astraea Type F Black Type）
- 類型：泛用型MS
- 駕駛員：變革者
- 高：18.3公尺
- 重量：55.1公噸
- 機體武裝：

GN粒子束軍刀（GN Beam Saber）×2
GN火神炮（GN Vulcan）×2
GN粒子束步槍（GN Beam Rifle）
原型GN劍（Proto GN Sword）
GN盾牌（GN Shield）
- 簡介：

公式外傳「機動戰士GUNDAM 00F」登場，機體配色為黑色，搭載擬似太陽爐，是由準變革者所製造的第二世代GUNDAM再生產機。於戰鬥中遭馮恩·史帕克擊墜後，被修改成馮恩·史帕克個人專用機。
GNY-001F 正義女神GUNDAM F型（馮恩·史帕克專用機）（Gundam Astraea Type F（Fon Spark Custom））
- 類型：泛用型MS
- 駕駛員：馮恩·史帕克
- 高：18.3公尺
- 重量：55.1公噸
- 機體武裝：

GN粒子束軍刀（GN Beam Saber）×2
GN火神炮（GN Vulcan）×2
GN粒子束步槍（GN Beam Rifle）
原型GN劍（Proto GN Sword）
GN盾牌（GN Shield）
GN炮（GN Launcher） → 雙管GN炮（Double GN Launcher）×2
GN手槍（GN Pistol）×2
GN火箭炮（GN Bazooka）
GN流星錘（GN Hammer）
手持式GN飛彈（GN Hand Missile）
NGN火箭炮（NGN Bazooka）
- 簡介：

公式外傳「機動戰士GUNDAM 00I」登場，馮恩·史帕克把被擊墜的黑色正義女神GUNDAM F型改造而成。
能附加重武裝裝備進行作戰。因為使用擬似太陽爐的關係，無法使用Trans-AM。
GNY-001F 正義女神GUNDAM F型（Gundam Astraea Type F）
GNY-001F/hs-A01D 雪崩突進型正義女神GUNDAM F型（Gundam Avalanche Astraea Type F Dash）
GNY-001XB 正義女神GUNDAM X型（Gundam Astraea Type-X Finsternis）
- 簡介：

預定於新故事《Revealed Chronicle》登場，為變革體陣營所開發的量產機，用於護衛吠陀及執行特殊任務。
GNY-002 星水女神GUNDAM（Gundam Sadalsuud）
- 類型：偵察型MS
- 駕駛員：Gundam Meister 874
- 高：18.2公尺
- 重量：49.9公噸
- 機體武裝：

GN粒子束軍刀（GN Beam Saber）×2
GN旋轉火箭炮（GN Revolve Bazooka）
GN感應盾（GN Sensor Shield）
小型GN感應盾（Small GN Sensor Shield）
- 簡介：

公式外傳「機動戰士GUNDAM 00P」登場。第二世代GUNDAM之二號機，第三世代的力天使GUNDAM原形機。
武裝只有可變換子彈型火箭炮，且裝甲薄弱到完全不適合實戰，因此本機在開發之時，只是為了測試各方向的感應器而已。
- 命名：「Sadalsuud」是來自於阿拉伯文的「幸運者」，也指水瓶座的β恆星，也是指舀水的女神。
- 設計者：柳瀨敬之
- 相關機體：

GNY-002F 星水女神GUNDAM F型（Gundam Sadalsuud Type F）
- 類型：偵察射擊型MS
- 駕駛員：馮恩·史帕克、希克薩·費米
- 高：18.2公尺
- 重量：51.2公噸
- 機體武裝：

GN粒子束軍刀（GN Beam Saber）×2
GN狙擊步槍（GN Snipe Rifle）
GN旋轉火箭炮（GN Revolve Bazooka）
GN飛彈發射器（GN Missile Launcher）
GN感應盾 + GN噴射器（GN Sensor Shield + GN Ejector）×2
局部GN力場（Partial GN Field）
- 特殊裝置：

Trans-AM系統
- 簡介：

公式外傳「機動戰士GUNDAM 00F」登場，型號改為「GNY-002F」，F為天使的第一個字母。
轉交予天使運用的星水女神鋼彈，機體塗裝改為藍色系。
因為星水女神GUNDAM的單機作戰能力與裝甲防護較差，為了能夠支援天上人的行動，因此在天上人現身之前，支援組織天使便對本機進行強化。雖然感測能力仍然維持在相同水準，並強化了裝甲裝甲，但仍無法如力天使GUNDAM般執行單機作戰。
由於施加了裝甲偽裝，使其外觀與GUNDAM並不吻合。
由於星水女神GUNDAM本身的太陽爐已經安裝在力天使鋼彈上，因此在執行任務時是使用同樣由天使保管的0鋼彈的太陽爐。曾短暫使用過主天使鋼彈的太陽爐。
換裝天上人的預備零件，進行GUNDAM改良計畫後，才能單機作戰，也加裝了狙擊能力，GN感應盾追加噴射器能力。
主武器全由裝載運輸機攜帶，要使用時再換裝。
GNY-002B 黑色星水女神GUNDAM F型（Gundam Sadalsuud Type F Black Type）
- 類型：偵察射擊型MS
- 駕駛員：變革者
- 高：18.2公尺
- 重量：51.2公噸
- 機體武裝：

GN粒子束軍刀（GN Beam Saber）×2
GN旋轉火箭炮（GN Revolve Bazooka）
GN感應盾 + GN噴射器（GN Sensor Shield + GN Ejector）×2
局部GN力場（Partial GN Field）
- 簡介：

公式外傳「機動戰士GUNDAM 00F」登場，擁有高索敵能力的狙擊戰專用機，機體配色是黑色，搭載擬似太陽爐。
機體配備是天使未接受天上人的預備零件進行GUNDAM改良計畫前的機體。
於戰鬥中遭馮恩·史帕克擊墜後被修改成馮恩·史帕克個人專用機。
GNY-003 戰車女神GUNDAM（Gundam Abul Hool）
- 類型：空戰半可變型MS
- 駕駛員：瑪蕾妮·布拉迪
- 高：18.2公尺
- 重量：39.3公噸
- 機體武裝：

GN火神炮（GN Vulcan）×2
- 特殊裝置：

電漿引擎（Plasma Engine）×2
- 簡介：

公式外傳「機動戰士GUNDAM 00P」登場。第二世代GUNDAM之三號機，第三世代主天使GUNDAM原型機。
無法完全變形成MS形態是與主天使GUNDAM的最大不同之處，且戰機機首才是機體真正的頭部。
推力可切換GN動力和等離子噴射引擎，變形後能令飛行形態可以憑質量控制和氣動控制移動。
- 命名：「Abul Hool」源自於阿拉伯文的人面獅身像。
- 設計者：柳瀨敬之
- 相關機體：

GNY-003F 戰車女神GUNDAM F型（Gundam Abul Hool Type F）
- 類型：空戰半可變型MS
- 駕駛員：馮恩·史帕克
- 高：18.2公尺
- 重量：39.3公噸
- 機體武裝：

GN火神炮（GN Vulcan）×2
GN三連飛彈發射器（GN Missile Tri-Launcher）×2
- 外掛裝置：

GN轟炸組件（GN Bomb Unit）
空對空GN飛彈組件（Air-to-Air GN Missile Unit）
空對地GN飛彈組件（Air-to-Ground GN Missile Unit）
- 特殊裝置：

Trans-AM系統
電漿引擎（Plasma Engine）×2
- 簡介：

公式外傳「機動戰士GUNDAM 00F」登場，型號改為「GNY-003F」，F為天使的第一個字母。
轉交予天使運用的戰車女神鋼彈，機體塗裝改為黑色系，並加上橘色線條點綴。
與主天使GUNDAM同樣能裝上尾部組件。
由於戰車女神GUNDAM本身的太陽爐已經安裝在主天使鋼彈上，因此在執行任務時是使用同樣由天使保管的0鋼彈的太陽爐。
GNY-003B 黑色戰車女神GUNDAM F型（Gundam Abul Hool Type F Black Type）
- 類型：空戰半可變型MS
- 駕駛員：變革者
- 高：18.2公尺
- 重量：39.3公噸
- 機體武裝：

GN火神炮（GN Vulcan）×2
GN三連飛彈發射器（GN Missile Tri-Launcher）×2
- 特殊裝置：

電漿引擎（Plasma Engine）×2
- 簡介：

公式外傳「機動戰士GUNDAM 00F」登場，機體配色為黑色，搭載擬似太陽爐型。
同樣能變形為MA形態，雖然戰鬥力低下但擁有高速移動能力。
機體配備是天使未接受天上人的預備零件進行GUNDAM改良計畫前的機體。
於戰鬥中遭馮恩·史帕克擊墜後被修改成馮恩·史帕克個人專用機。
GNY-004 審判女神GUNDAM（Gundam Plutone）
- 類型：標準型MS
- 駕駛員：雪兒·亞克斯迪卡（00P）、Gundam Meister 874、馮恩·史帕克（00F）
- 高：18.4公尺（起動時19.0公尺）
- 重量：60.9公噸
- 機體武裝：

GN粒子束軍刀（GN Beam Saber）×2
GN粒子束步槍（GN Beam Rifle）
GN盾牌（GN Shield）
GN力場（GN Field）
- 特殊裝置：

GN複合式裝甲
Trans-AM系統
審判系統（Trial System）
核心戰機系統（Core Fighter System）
大型GN容器（Large GN Condenser）
- 簡介：

公式外傳「機動戰士GUNDAM 00P」及「機動戰士GUNDAM 00F」登場。
第二世代GUNDAM之四號機，第三世代德天使GUNDAM及中性GUNDAM之原型機，搭載了德天使GUNDAM的GN力場原型系統。本機最大的特徵是擁有審判系統，能使所有與Veda連接的機體處於完全被其控制的狀態下，審判系統的主要目標是GUNDAM，在對GUNDAM戰中能產生壓倒性的優勢，但其有效範圍被限定在狹小的空間內。
由於胸部設有複合傳感器，因此頭部沒有主攝像機。
本機擁有核心戰機系統，駕駛員能於緊急時把藏於機體胸部的駕駛艙，直接拔出與背包的太陽爐組合脫離，此系統在公元2312年廣為GNZ系列使用。
- 命名：「Plutone」之名源自於塔羅牌的「審判（冥王星）」。
- 設計者：柳瀨敬之
- 相關機體：

GNY-004B 黑色審判女神GUNDAM（Gundam Plutone Black Type）
- 類型：標準型MS
- 駕駛員：佈榮·司德庇定
- 高：18.4公尺（起動時19.0公尺）
- 重量：60.9公噸
- 機體武裝：

GN粒子束軍刀（GN Beam Saber）×2
GN粒子束步槍（GN Beam Rifle）
GN盾牌（GN Shield）
GN力場（GN Field）
- 特殊裝置：

核心戰機系統（Core Fighter System）
大型GN容器（Large GN Condenser）
- 簡介：

公式外傳「機動戰士GUNDAM 00F」登場。機體配色是黑色，搭載擬似太陽爐。
在與變革者初次接觸之時就已被使用的機體，搭載有逃生用的核心戰機。
機體配備是天使未接受天上人的預備零件進行GUNDAM改良計畫前的機體。
於戰鬥中遭馮恩·史帕克擊墜後被修改成馮恩·史帕克個人專用機。

### 第三世代GUNDAM（GN系列－2307年）
GUNDAM均內藏多個GN容器（GN Condenser）於機體各部位，容器大小、位置及數量不明。
GN-001 能天使鋼彈（Gundam Exia）
- 類型：接近戰專用MS
- 駕駛員：剎那·F·塞爾
- 高：18.3公尺
- 重量：57.2公噸
- 機體武裝：

GN光束軍刀（GN Beam Saber）×2
GN光束匕首（GN Beam Dagger）×2
GN劍（GN Sword）
GN盾牌（GN Shield）
- 後加武裝：

GN長劍（GN Long Blade）
GN短劍（GN Short Blade）
- 特殊裝備：

Trans-AM系統
- 簡介：

天上人所擁有的GUNDAM之一。
第一部成功啟動Trans-AM系統的機體。
第三世代GUNDAM中唯一裝備實體劍的機體。根據洛克昂所說，目的是為了對抗GN力場。
- 設計者：海老川兼武
- 命名：九天使階級中排第六的能天使（Exusiai）
- 相關機體：

GN-001/hs-A01 雪崩型能天使鋼彈（Gundam Avalanche Exia）
- 簡介：

MSV中出現的能天使GUNDAM衍生機種，为能天使GUNDAM的高机动重装甲装备。
可以通过爆发出事先存储于GN容器内的粒子，在短时间内获得极高的机动性与爆发力，但是在使用前，需要长达一个小时才能完全填充，因此不适合应对突发状况。
GN-001/hs-A01D 突擊型雪崩能天使鋼彈（Gundam Avalanche Exia Dash）
- 簡介：

应对宇宙环境的雪崩型能天使鋼彈改装版本，在原有的雪崩型装备的基础上，在腿部追加了名为“雪橇”的特殊推进器，可以进行展开以用作高机动的强化，同时“雪橇”的顶端还内藏光束军刀，可以应对突发的近身战斗。
GN-001RE 能天使鋼彈修補版（Gundam Exia Repair）
- 簡介：

第一季末尾被大破的能天使鋼彈，刹那使用铁人的零件进行修补后的机体。
部分装甲、以及左臂缺失，右眼被替换为铁人的监视器，GN剑亦被折断。
GN-001RE Ⅱ 能天使鋼彈修補版 Ⅱ（Gundam Exia Repair Ⅱ）（第四世代GUNDAM）
- 簡介：

在第二季结尾，代替损坏的00GUNDAM。在与0GUNDAM实战型进行战斗后被大破，太阳炉亦被毁坏。
GN-001RE Ⅲ 能天使鋼彈修補版 Ⅲ（Gundam Exia Repair Ⅲ）（劇場新世代GUNDAM）
- 簡介：

作為為天上人在地球區域的戰力而部署在地球，在能天使GUNDAM修補版 Ⅱ的基础上進一步改良。
由于太陽爐損毀，改用粒子儲藏槽供能，並在膝蓋裝甲內藏了額外的GN電容器、在左臂加装了折叠式GN长程步枪，使本机更为倾向于远距离射击。
GN-001RE Ⅳ 能天使鋼彈修補版 Ⅳ（Gundam Exia Repair Ⅳ）（10周年公开机体）
- 簡介：

葛拉漢·耶卡（Graham Aker）與ELS融合後加入天人組織所駕駛的機體，被其稱呼為“葛拉漢鋼彈”。
動力源改為擬似太陽爐、並在各部內藏試作型新型GN電容器，具備破格的粒子使用量。
左臂導入了尚處實驗階段的第6世代鋼彈的新技術，可局部短暫啟動 Trans-AM。骨架部分經過了徹底的翻新，結構強度能與第四時代鋼彈匹敵。
武裝有類似於量子型00鋼彈的GN盾與全新的「七劍」，包含一把GN太刀、兩把GN戰劍、兩把GN戰刃、兩把GN刺刀。
GN-001E GN Arms Type-E 能天使鋼彈（GN Arms Type-E Gundam Exia）
- 簡介：

能天使GUNDAM与GN武装战机E型组合而成的形态。
为了应对大型敌机而开发，武装为两把附光束步枪型GN实体巨剑，以及两门GN光束加农，同时拥有展开GN力场的能力。
GN-001/De-01RS 試驗型能天使鋼彈（Gundam Devise Exia）
- 簡介：

預定於新故事《Revealed Chronicle》登場。
為開發Twin Drive系統，而在能天使上進行測試。
背部裝有GN Devise背包，藉由直列連接兩具太陽爐，獲得更高性能；不過由於處於試驗階段，所以僅安裝GN粒子儲藏槽。此背包還內藏兩具機械手臂，可用來抓取GN長劍、GN短劍、光束軍刀，對敵奇襲。
另外追加了新武裝，原型GN閃耀巨劍，利用GN粒子將光束軍刀的特性附加在實體劍上，也能設置力場作為盾牌使用，為GN劍Ⅲ等後續武裝的原型。由於此技術在後續武裝上已經標準化，因此後續武裝取消以閃耀為名。
GN-002 力天使GUNDAM（Gundam Dynames）
- 類型：狙擊特化型MS
- 駕駛員：洛克昂·史特拉托斯（尼爾·狄蘭迪）
- 高：18.2公尺
- 重量：59.1公噸
- 機體武裝：

GN光束軍刀（GN Beam Saber）×2
GN狙擊步槍（GN Snipe Rifle）
GN盾牌（GN Shield）
- 後加武裝：

GN手槍（GN Pistol）×2
GN全身盾（GN Full-Body Shield）
- 特殊裝備：

Trans-AM系統
- 簡介：

天上人所擁有的GUNDAM之一。
頭部能切換狙擊用攝像器，配合洛克昂的射擊能力，甚至能直接在地面瞄準衛星軌道進行狙擊。
- 設計者：柳瀨敬之
- 命名：英文的Dynames為九天使階級中能天使（Exusiai）的別名（Dynamis），但力天使（Dynamis）與德天使（Virtues）所指的其實同是階級排第五的天使
- 相關機體：

GN-002/DG014 魚雷型力天使GUNDAM（Gundam Dynames Torpedo）
- 簡介：

MSV中出現的力天使GUNDAM衍生機種。
虽作为水中战装备所开发，但却是以“如果MS不擅水战就没有下水的必要”的设计思路所设计的装备。
去除了护盾并加装声呐系统，同时加装了称为“鱼雷发射器”的大型水中战用实弹武装，通过声呐探測水中目标后，在岸边使用鱼雷发射器，对水中目标进行狙击。
GN-002RE 力天使GUNDAM修補版（Gundam Dynames Repair）
- 簡介：

將力天使鋼彈修復，並改良而成的機體。部署於地球以方便天上人在地球區域的行動。
於劇場版，為了營救阿雷路亞及瑪莉，由萊爾駕駛。
盾牌以新型的透明材料制作，同时腰部推进器亦改为更大推力的新型推进器，但废除了光束军刀，且改用粒子儲藏槽供能。
GN-002REⅢ 力天使GUNDAM修補版 Ⅲ（Gundam Dynames Repair Ⅲ）（10周年公开机体）
- 簡介：

由与提耶利亚·厄德（Tieria Erde）拥有相同碱基序列的女性拟变革者莉提西亚·厄德（Laetitia Erde）所驾驶。
主武器变为了与德天使GUNDAM相似的GN火箭炮，肩部盾牌被替换为盾形GN加农炮（可充当盾牌使用），前裙甲导弹发射舱被替换为推进喷口，同时涂装亦变为黑色。
GN-002D GN Arms Type-D 力天使鋼彈（GN Arms Type-D Gundam Dynames）
- 簡介：

力天使GUNDAM与GN武装战机D型组合而成的形态。
为了应对舰队战而开发，武装为一挺大型双管GN光束步枪、180连装GN导弹集装箱，以及两门GN光束加农，同时拥有展开GN力场的能力。
GN-003 主天使GUNDAM（Gundam Kyrios）
- 類型：空戰可變型MS
- 駕駛員：阿雷路亞·帕普提茲姆
- 高：18.9公尺
- 重量：54.8公噸
- 機體武裝：

GN光束軍刀（GN Beam Saber）×2
GN光束衝鋒槍（GN Submachine Gun）
GN盾牌（GN Shield）
- 外掛裝置：

GN轟炸組件（GN Bomb Unit）
空對空GN飛彈組件（Air-to-Air GN Missile Unit）
空對地GN飛彈組件（Air-to-Ground GN Missile Unit）
- 特殊裝備：

Trans-AM系統
尾翼光束炮裝備
在中期任務中，所搭載的新型裝備，MA型態中明顯搭載於機體尾部兩側，使在空中發射強大的光束炮擊倒對方。
導彈裝備
在阿雷路亞多次任務中，最常搭載的裝備，手部也追加了GN飛彈發射器，機體尾部也新增導彈艙。
- 簡介：

天上人所擁有的GUNDAM之一。
移動速度高，機槍攻擊力偏低，但頻率高。
盾牌能張開成巨鉗，內藏熱能劍。
- 設計者：柳瀨敬之
- 命名：九天使階級中排第四的主天使（Kyriotetes）
- 相關機體：

GN-003/af-G02 陣風型主天使GUNDAM（Gundam Kyrios Gust）
- 簡介：

MSV中出現的主天使鋼彈衍生機種，將腳部換裝成高推力的推進器。
雖然無法於陸地上運用，但飛行速度則大幅提升，甚至能單獨突破大氣層。
GN-003D GN Arms Type-D 主天使鋼彈（GN Arms Type-D Gundam Kyrios）
GN-005 德天使GUNDAM（Gundam Virtue）
- 類型：重裝防禦型MS
- 駕駛員：提耶利亞·厄德
- 高：18.4公尺
- 重量：66.7公噸
- 機體武裝：

GN光束軍刀（GN Beam Saber）×2
GN大炮（GN Bazooka）
雙管GN加農炮（Double GN Cannon）×2
GN力場（GN Field）
- 特殊裝備：

Trans-AM系統
- 簡介：

天上人所擁有的GUNDAM之一。
以重火力為特點，GN大炮連接太陽爐後威力可以直接擊沉艦隻。
- 設計者：柳瀨敬之
- 命名：九天使階級中排第五的德天使（Virtues）
- 相關機體：

GN-005/PH 實體彈武裝型德天使鋼彈（Gundam Virtue Physical）
- 簡介：

MSV中出現的德天使鋼彈衍生機種。为了应对可能的携带有GN力场的敌机而开发的装备。
主要武装改为以实弹火箭炮与导弹发射器为主的实弹武装。但是经过提耶利亚的分析，认为外甲的变更可能会导致敌方推測出隐藏于德天使鋼彈之中的中性鋼彈，而没有投入战场。
GN-004 中性鋼彈（GN-004 Gundam Nadleeh）
- 類型：標準型MS
- 駕駛員：提耶利亞·厄德
- 高：18.1公尺
- 重量：54.0公噸
- 機體武裝：

GN光束軍刀（GN Beam Saber）×2
GN光束步槍（GN Beam Rifle）
GN盾（GN Shield）
GN大炮（GN Bazooka）
雙管GN加農炮（Double GN Cannon）×2
- 特殊裝備：

Trans-AM系統
審判系統（Trial System）
- 簡介：

GN-005 德天使鋼彈脫去全身的重裝備後即為GN-004 中性鋼彈。
審判系統能控制短距離內已連接Veda的機體，提耶利亞曾用此系統奪去座天使鋼彈一型及三型的控制權。
- 設計者：柳瀨敬之
- 相關機體：

GN-004/te-A02 首級型中性GUNDAM（Gundam Nadleeh Akwos）
- 簡介：

MSV中出现的中性GUNDAM的衍生机种，为特化审判系统的效果以及机体通讯范围而进行的改装形态。
对机体装甲进行了修改，追加了两枚类似于GUNDAM天线的巨大剑型天线，同时GN光束军刀也被废除，而改为GUNDAM天线形状的实体剑，能有效的扩大机体通讯范围以及审判系统的效果。
GNY-0042-874 月之女神GUNDAM（Gundam Artemie）
- 駕駛員：鋼彈尖兵874（哈那優）
- 機體武裝：

GN位元（GN Bit）
GN光束噴槍（GN Spray Gun）
- 特殊裝置：

審判系統（Trial System）
- 簡介：

公式外傳「機動戰士GUNDAM 00P」登場，為了測試審判系統而製造的實驗用機體。
身形比起其他鋼彈更為纖細，外型酷似蜜蜂。在日後被改裝為GN弓兵戰機。
- 命名：

「Artemie」之名取自於希臘神話的「阿耳忒彌斯（月之女神）」。
- 設計者：柳賴敬之

GN-XXX 秘天使GUNDAM（Gundam Rasiel）
- 類型：換裝泛用型MS
- 駕駛員：葛拉貝·拜歐雷特[7]
- 簡介：

公式外傳「機動戰士GUNDAM 00P第二季」中登場，與能天使GUNDAM等機體同時完成，但於天上人中只有少數成員知道其存在。配合GN秘典战机所携带的GN秘典模组可以进行多样化的战斗。
- 設計者：柳瀨敬之
- 相關機體：

XXB 黑色秘天使GUNDAM（Gundam Rasiel Black Type）
XX + GNR-000 秘典模組（Sefer Rasiel）
XXB + GNR-000B 黑色秘典模組（Sefer Rasiel Black Type）

### 第四世代（第3.5世代）GUNDAM（GN系列－2312年）
新世代鋼彈均以外型簡化及加強武器使用的方便性為主，由於缺乏了吠陀的支援，因此性能並沒有大幅度的提升（裝有伊歐利亞留下之技術的00鋼彈除外）因此只有00被正式歸類在第四世代鋼彈，其餘三架皆為第3.5世代。但也因為獨立於吠陀的特性，令其不受審判系統控制。由於GN Drive周邊機器得以縮小，使得安裝部位不再侷限於胸部，智天使GUNDAM的GN Drive安裝在後腰部、墮天使GUNDAM安裝在下半身股關節中央、熾天使GUNDAM則是安裝在背包（天使長GUNDAM內部）。鋼彈均內藏多個中型及小型GN電容器（GN Condenser）於機體各部位。
GN-006 智天使GUNDAM（Cherudim Gundam）
- 類型：多重目標狙擊防禦型MS
- 駕駛員：洛克昂·史特拉托斯（萊爾·狄蘭迪）
- 高：18.0公尺
- 重量：58.9公噸
- 機體武裝：

GN手槍Ⅱ型（GN Pistol Ⅱ）×2
GN狙擊步槍Ⅱ型（GN Snipe Rifle Ⅱ）
GN浮游盾牌位元（GN Shield Bit）×9
GN導彈（GN Missile）
- 特殊裝備：

Trans-AM系統
高速狙擊運算螢幕 （Holoscreen）
- 簡介：

GN-002 力天使GUNDAM後繼機。
- 設計者：柳瀨敬之
- 命名：九天使階級中排第二的智天使（Cherubim）
- 相關機體：

GN-006GNHW/R 智天使GUNDAMGNHW/R（Cherudim Gundam GNHW/R）
- 後加武裝：

GN手槍Ⅱ型（GN Pistol Ⅱ）×2
GN浮游狙擊位元（GN Rifle Bit）×6
- 簡介：

加裝了GN手槍Ⅱ型和GN浮游狙擊位元，用於參加最終決戰的機體。
- 命名：「R」的含意為步槍（Rifle）

GN-006/SA 七槍型智天使GUNDAM（Cherudim Gundam SAGA）
- 簡介：

与00 GUNDAM的七剑强化案相对，修改为中近距离战斗用的智天使GUNDAM。
整体涂装改为黑色，去除了浮游武装，但追加了以多种枪械和导弹为主的武装。
在A.D.2314年被分配给天人的支援组织“天使”所使用，同时也在《高達創鬥者》登場，使用灰白色涂装。
GN-007 墮天使GUNDAM（Arios Gundam）
- 類型：高速空戰可變型MS
- 駕駛員：阿雷路亞·帕普提茲姆
- 高：19.1公尺
- 重量：55.4公噸
- 機體武裝：

GN光束軍刀（GN Beam Saber）×2
GN光束衝鋒槍（GN Submachine Gun）×2
GN雙光束步槍（GN Twin Beam Rifle）
- 僅在高速飛行型態下的後加武裝：

GN光束步槍（GN Beam Rifle）
GN光束盾牌（GN Beam Shield）
- 特殊裝備：

Trans-AM系統
- 簡介：

GN-003 主天使GUNDAM後繼機。
飛行型態時能與作為支援機的GN弓兵戰機合體
- 設計者：柳瀨敬之
- 命名：墮天使（Arioch）
- 相關機體：

GN-007 + GNR-101A 弓兵型墮天使GUNDAM（Archer Arios）
- 簡介：

飛行型態下，與GN弓兵戰機合體後的狀態所擁有的稱呼。
GN-007GNHW/M 墮天使GUNDAM GNHW/M（Arios Gundam GNHW/M）
- 後加武裝：

GN加農炮（GN Cannon）
GN飛彈貨櫃（GN Missile Container）×2
- 簡介：

取代屠龍聖劍型，參加最終決戰的墮天使鋼彈強化型。
- 命名：「M」的含意為飛彈（Missile）

GN-007/AL 屠龍聖劍型墮天使GUNDAM（Arios Gundam Ascalon）
- 簡介：

原本為了要參加最終決戰而準備的墮天使鋼彈強化計畫，但基於效益問題，而未採用本方案。
在A.D.2314年，被分配给天人的支援组织“天使”所使用。
- 命名：「Ascalon」為基督教聖人聖喬治在傳說中，屠龍時所使用的寶劍。

GN-008 熾天使GUNDAM（Seravee Gundam）
- 類型：重火力炮擊型MS
- 駕駛員：提耶利亞·厄德
- 高：18.2公尺
- 重量：67.2公噸
- 機體武裝：

GN光束軍刀（GN Beam Saber）×6
GN大炮Ⅱ型（GN Bazooka Ⅱ）×2
GN加農炮（GN Cannon）×4
GN力場（GN Field）
- 特殊裝備：

Trans-AM系統
臉型粒子爆發模式（Face Burst Mode）
隱藏手臂（Hidden Arms）×4
- 簡介：

GN-005 德天使鋼彈的後繼機。
機體背後的天使長鋼彈能夠分離，分離期間以太陽爐驅動，分離後熾天使鋼彈本身則能夠以GN電容器短暫行動。
- 設計者：柳瀨敬之
- 命名：九天使階位中的熾天使（Seraphim）
- 相關機體：

GN-008GNHW/B 熾天使GUNDAM GNHW/B（Seravee Gundam GNHW/B）
- 後加武裝：

GN加農炮（GN Cannon）×2
GN力場產生器（GN Field Gennerater）×6
- 簡介：

於最終決戰中登場的熾天使鋼彈強化型。
- 命名：「B」的含意為光束（Beam）

GN-008GNHW/3G 熾天使GUNDAM GNHW/3G（Seravee Gundam GNHW/3G）
- 簡介：

熾天使GUNDAM的原强化方案，携带有兩台“闪式”（SEM）无人驾驶MS，但是在失去Veda支援的情况下，该方案被认为无用且累赘，因此被废弃。「3G」的含意為三架鋼彈（3 Gundam）。
GN-009 天使長GUNDAM（Seraphim Gundam）
- 類型：重火力可變型MS
- 駕駛員：提耶利亞·厄德
- 高：16.6公尺
- 重量：27.4公噸
- 機體武裝：

GN光束軍刀（GN Beam Saber）×6
GN大炮Ⅱ型（GN Bazooka Ⅱ）×2
GN加農炮（GN Cannon）×2
GN力場（GN Field）
- 後加武裝：

GN加農炮（GN Cannon）×2
- 特殊裝備：

Trans-AM系統
審判領域（Trial Field）
臉型粒子爆發模式（Face Burst Mode）
- 簡介：

GN-004 中性鋼彈的後繼機。
該機是由熾天使鋼彈的背包，分離變形而成的隱藏機體。
太陽爐安裝在天使長GUNDAM內部，並不具有駕駛艙，由提耶利亞的腦量子波進行控制。
- 設計者：柳瀨敬之
- 相關機體：

GN-00902 閃式（SEM）
- 簡介：

由天使長GUNDAM衍生开发的小型无人MS。
原本作为熾天使GUNDAM GNHW/3G的携行装备，脱离本体后，可以由驾驶员脑量子波控制，并在启动审判系统时，扩大影响范围与增强效果。但由于此时天人失去Veda支援，导致本机形同废铁，而废除开发案，没有正式投产。
GN-0000 00 GUNDAM（00 Gundam）
- 類型：高速接近戰型MS
- 駕駛員：剎那·F·塞耶
- 高：18.3公尺
- 重量：54.9公噸
- 機體武裝：

GN光束軍刀（GN Beam Saber）×2
GN劍Ⅱ型（GN Sword Ⅱ）
GN盾牌（GN Shield）
- 特殊裝備：

Trans-AM系統
雙重動力系統（Twin Drive System）
- 簡介：

能天使GUNDAM後繼機。
首部搭載雙重動力系統（Twin Drive System）的機體。
左右兩個太陽爐分別是GN-000 0鋼彈和GN-001 能天使鋼彈的太陽爐。
- 設計者：海老川兼武
- 相關機體：

GN-0000/7S 七劍型00 GUNDAM（00 Gundam Seven Sword）
- 簡介：

在刹那尚未回归天人以及0 Raiser开发完成之前，由伊恩所设计的武装强化案。
在仅有一台太阳炉，而另一侧为GN容器的情况下，为发挥本机战斗力而为其配备大量的刀剑类武器，同时也是承继能天使GUNDAM“七剑”的设计思路。
GN-0000GNHW/7SG 七劍型00 GUNDAM/G（00 Gundam Seven Sword/G）
- 簡介：

在七劍型00 GUNDAM的基础上，再追加一挺GN剑Ⅱ型爆裂模式（GN Sword Ⅱ Blast），强化了原本七劍型00 GUNDAM贫弱的射击能力。
GN-0000GNHW/7SGD2 七劍型00 GUNDAM/G驗證型（00 Gundam Seven Sword/G Inspection）
- 簡介：

在MSV中出现的七劍型00 GUNDAM/G的衍生机种，由天人的支援组织“天使”作测试用。
涂装变更为橙红色，动力源也改为两具GN容器。
GN-0000 + GNR-010 00強化模組（00 Raiser）
- 類型：高速接近戰型MS
- 駕駛員：剎那·F·塞耶 + 沙慈·確士路
- 高：18.3公尺
- 重量：75.1公噸
- 機體武裝：

GN光束軍刀（GN Beam Saber）×2
GN劍Ⅱ型（GN Sword Ⅱ）
GN盾牌（GN Shield）
GN光束機槍（GN Beam Machine Gun）×2
GN小型飛彈（GN Micro Missile）
- 後加武裝：

GN劍Ⅲ型（GN Sword Ⅲ）
- 特殊裝備：

Trans-AM系統
Trans-AM BURST 系統
- 簡介：

00 GUNDAM與0 Raiser合體機。
以00強化模組解決兩組太陽爐同步率不足的問題。
- 設計者：海老川兼武
- 相關機體：

GN-0000RE + GNR-010 00強化模組粒子儲藏槽型（00 Raiser Condenser Type）
- 簡介：

在上次大战后，天人组织损失了00 GUNDAM的全部两具太阳炉。在量子型00GUNDAM尚未开发完毕，且急需补充战力的情况下，对00 Raiser进行修补后的形态，动力源改为两具GN容器。
由于沙慈离开天人后，无人操控0 Raiser，因此将0 Raiser无人化，并以固定装备形式安装于00 GUNDAM之上。
GN-0000 + GNR-010/XN 00斬擊強化模組（00 XN Raiser）
- 簡介：

在0 Raiser上搭载XN斩击強化模組的形态。
具备00 Raiser的所有战斗力，并且额外追加了两把GN破坏剑Ⅲ型（GN Buster Sword Ⅲ），破坏剑Ⅲ型可以合二为一。同时重新设计了武装挂点，理论上可以在00 XN Raiser上搭载七劍型00 GUNDAM/G的所有武装。

### 劇場版第五世代GUNDAM（GNT、GN、CB系列－2314年）
於劇場版中登場。在與準變革者－里朋斯勢力的最終決戰結束後，因資金、資源以及人員的大量缺乏，機體皆是沿用第四世代GUNDAM的基本架構與零件配合至今為止所獲得的實戰資料升級而成。由於部分太陽爐也在該次決戰中喪失，為此而派遣至木星的技術團隊最終也僅完成足夠提供給量子型00高達使用的2具新型太陽爐。
GNT-0000 量子型00高達（00 Qan [T]）
- 類型：變革者用多重目標攻擊高速接近戰型MS
- 駕駛員：剎那·F·塞耶
- 高：18.3公尺
- 重量：63.5公噸
- 機體武裝：

GN劍Ⅴ型（GN Sword Ⅴ）
GN光束槍（GN Beam Gun）
GN盾牌（GN Shield）
GN劍型Bit（GN Sword Bit）×6 
GN劍型Bit（GN Sword A Bit）×2 + GN劍型Bit（GN Sword B Bit）×2 + GN劍型Bit（GN Sword C  Bit）×2
- 特殊裝置：

Trans-AM系統（Trans-AM System）
雙重動力系統（Twin Drive System）
量子系統（Quantum System）
- 簡介：

GN-0000 00 GUNDAM的剎那用後繼機。
GN劍Ⅴ型同樣設有劍模式（Sword Mode）及步槍模式（Rifle Mode），位於機體左肩盾上的六枚GN劍型Bit，除了可進行全方位浮游獨立攻擊及形成GN力場，也可與GN劍Ⅴ型連結成為破壞步槍（Buster Rifle）或破壞巨劍（Buster Sword）。啟動Trans-AM時破壞步槍，能使用威力極大的巨大光束劍，與00 Raiser的GN劍Ⅲ型爆發模式相似。
機體搭載有為了「即將到來的對話」而準備的量子系統；系統啟動時，能夠使出比00 Raiser的「Trans-AM爆發模式」更加強力的「量子爆發模式」。「量子爆發模式」分有不同的等級，使用最高等級時GN盾牌，會移至背上使兩具太陽爐連結，並排除身上的裝甲，以及展開所有GN電容器，釋放身上的GN粒子。
在量子系統啟動時，能夠藉由將GN劍型Bit排列成圓形陣列，形成量子跳躍用的閘門，進行行星之間的跳躍。
與00 GUNDAM同樣設有雙重動力系統，分別搭載於背上與左肩的太陽爐（006號和007號）是為此系統而於木星開發的新太陽爐；於啟動開始時，就能達到完全同步。
- 命名：『Qan [T]』來自英語『Quantum』（量子）的複數型『Quanta』，當中【T】為雙重（Twin）的意思。
- 相關機體：

GNT-0000量子型00高達全刃式（00 Qan [T] / Full Saber）
- 追加武裝：

GN劍Ⅳ型全刃式（GN Sword Ⅳ Full Saber）
GN劍Ⅳ型 + GN槍劍（GN Sword Ⅳ + GN Gunblade）
- 特殊裝置：

Trans-AM系統（Trans-AM System）
雙重動力系統（Twin Drive System）
量子系統（Quantum System）
- 簡介：

為量子型00高達的武裝強化案 。
全刃式原為天上人擔心新型雙爐出力不安定而開發的追加裝備，其背部比起量子型00高達多了一組機械臂，同時也追加了圓錐形推進器。
由於劇場版中量子型00高達的雙爐系統十分穩定，所以並沒有在實戰中使用。
其身為追加武裝的性能十分優秀，在吠陀的模擬運算中，裝備了此配備的量子型00高達，駕駛員為剎那·F·塞耶，不考慮駕駛員的負擔、以及ELS的增援的情況下，得出了能在一個星期的時間殲滅ELS的結果。
GN劍Ⅳ型全刃式需在GN劍Ⅳ型上裝配三個GN槍劍，可分為全刃模式（Full Saber Mode）和GN發射模式（GN Launcher Mode）。
GN劍Ⅳ型可分為GN拳刃模式（GN Katar Mode）、步槍模式（Rifle Mode）和劍模式（Saber Mode），其中步槍模式和劍模式需在GN劍Ⅳ型上裝配一個GN槍劍。
GN槍劍可分為劍模式（Blade Mode），手槍模式（Gun Mode）和雙刃模式（Twin Mode），其中雙刃模式需裝配兩個GN槍劍。
GN-010 獄天使GUNDAM（Gundam Zabanya）
- 類型：多重目標射擊防禦型MS
- 駕駛員：洛克昂·史特拉托斯
- 高：18.0公尺
- 重量：86.8公噸
- 機體武裝：

GN步槍Bit（GN Rifle  Ⅱ）／GN手槍Bit（GN Pistol Bit）×10
GN謢盾Bit（GN Holster Bit）×10
GN導彈（GN Missile）×76
- 特殊裝置：

Trans-AM系統（Trans-AM System）
- 簡介：

智天使GUNDAM後繼機。駕駛艙內可搭載兩個哈囉（黄色及藍色）作輔助。
由於天人在財務方面出現困難，因此機身主體採用舊設計（力天使GUNDAM）。
全身裝甲均裝有GN導彈箱（可撘載76枚GN導彈），繫於左右腰後之GN謢盾位元除可作盾牌使用外，也可收納GN步槍Bit，其可以拆開成GN手槍位元（槍管下方裝有接近戰用的刀刃），兩者均可作全方位浮游作戰或手持武器使用。
此機體是以萊爾·狄蘭迪的戰鬥數據所製作的專用GUNDAM；除了頭上狙擊用鏡頭，腳部和肩部均裝上隱藏鏡頭，可透過全方位螢幕畫面，瞄準單一或多重目標；所以駕駛艙內廢除了步槍型的狙擊瞄準器，操縱杆亦換成了手槍形。
- 命名：『Zabanya』為伊斯蘭教之《可蘭經》中管理地獄的天使，有『狂亂的突擊者』之意思，港釋沙巴尼亞。
- 相關機體：

GN-010 獄天使鋼彈（最終決戰仕樣）（Gundam Zabanya （Final Mission Type））
- 後加武裝：

GN步槍Bit（GN Rifle  Ⅱ）／GN手槍Bit（GN Pistol Bit）×4
GN謢盾Bit（GN Holster Bit）×4
- 簡介：

在與ELS的最終戰鬥中，於雙肩追加裝備了4具GN護盾Bit和GN手槍Bit、GN步槍Bit的形态。
GN-011 妖天使GUNDAM （Gundam Harute）
- 類型：高速空戰可變型MS
- 駕駛員：阿雷路亞·帕普提茲姆＆瑪莉·帕法西（索瑪·皮利斯）
- 高：19.0公尺
- 重量：77.1公噸
- 機體武裝：

GN劍步槍（GN Sword Rifle）×2
GN光束衝鋒槍（GN Submachine Gun）×2
GN浮游剪型位元（GN Scissor Bit）×16
GN加農炮（GN Cannon）×2
GN飛彈貨櫃（GN Missile Container）
- 特殊裝置：

Trans-AM系統（Trans-AM System）
妖魔天使模式（Marute System）
- 簡介：

弓兵型墮天使GUNDAM後繼機，為首台擁有複座式駕駛艙的GUNDAM，能進行超高速一擊脫離戰。
頭部裝有護目鏡，胸甲在MA型態時，與肩部裝甲一併舉升，與機頭部件合併保護頭部。
主武裝為兩把GN劍步槍，擁有主天使GUNDAM盾牌鉗子的功能，MA型態時可當成前掠式的大型前翼使用；MA型態推進器採用弓兵戰機的飛行組件，外側貨櫃前端裝有兩門GN加農炮，內藏有浮游武裝GN浮游剪型位元；尾部裝有繼承自主天使GUNDAM的GN飛彈貨櫃，以及GN-007 墮天使GUNDAM的GN衝鋒槍（並未使用過）。
本機搭載有為阿雷路亞與皮利斯兩位超兵而設的獨自機能，為把機體的能力完全解放的限制解除模式「妖魔天使模式」（Marute Mode）。此機能為同時運作3組OS，並藉由阿雷路亞和哈雷路亞兩個人格的「反射與思考的融合」與皮利斯，達成三位一體的連攜。在此模式啟動時，頭部會收納遮住雙眼攝影機的護目鏡，並露出隱藏於額頭與面罩中的攝影機，使臉部變為有著6隻散發著紅色光芒的眼睛的邪惡臉孔。
- 命名：『Haurt』為伊斯蘭教之《可蘭經》中一位墮天使，與『Marut』是墮天使二人搭擋，港譯哈魯托。
- 相關機體：

GN-011 妖天使鋼彈（最終決戰型態）（Gundam Harute（Final Mission Type））
- 追加武裝：

GN推進器（GN Booster）
- 簡介：

在與ELS的最終戰鬥中於雙腳裝備承襲自GN-003/af-G02 陣風型主天使GUNDAM的GN推進器組件的形态，同時裝備於膝蓋的貨櫃之中也內藏有GN浮游剪型位元。
CB-002 療天使GUNDAM （Raphael Gundam）
- 類型：重火力炮擊型MS
- 駕駛員：提耶利亞·厄德
- 高：25.9公尺（頭頂高：21.7公尺）
- 重量：102.3公噸
- 機體武裝：

GN光束步槍（GN Beam Rifle）
GN大炮Ⅱ型（GN Bazooka Ⅱ）×2
GN大型加農炮（GN Big Cannon）×2
GN爪（GN Claw）×2
- 特殊裝置：

Trans-AM系統（Trans-AM System）
- 簡介：

熾天使GUNDAM後繼機，由與天上人超級電腦Veda合為一體的提耶利亞，於天上人母艦CBS 天上人號中獨自開發組裝的機體。
基本架構為準變革者機體GNZ-003 加迪薩，背上的追加裝備以於前次大戰中破損的GN-008 熾天使GUNDAM修補而成。
動力源為三具擬似太陽爐，分別搭載於熾天使GUNDAM組件的背部與GN大型加農炮上。
武裝包括GN光束步槍，背上熾天使GUNDAMⅡ型組件之兩門GN大型加農炮（熾天使GUNDAMⅡ型雙腿變形而成，可變型成GN爪）及背上熾天使GUNDAMⅡ型組件之兩門GN大炮Ⅱ型。
- 命名：『Raphael』（中譯拉菲爾）為猶太教、基督教及伊斯蘭教中其中一位天使長，與『Michael』、『Gabriel』一同被稱為三大天使，港釋拉斐爾。
- 相關機體：

CB-002/GD 療天使GUNDAM統治型（CB-002/GD Raphael Gundam Dominions）
- 簡介：

由於原本的設計平衡性不適合在重力情況下使用，而將原本搭載在背上的熾天使GUNDAMⅡ型拆解成外裝甲，裝備在機身各處。
武裝使用肩上兩門熾天使鋼彈Ⅱ型手臂的GN大炮Ⅱ型，和手持與德天使鋼彈同型的GN火箭炮，取消原本兩側的握把，並且在後側搭載一座擬似太陽爐，也有單以武器開啟Trans-AM系統進行射擊的可能。
熾天使鋼彈Ⅱ型外裝甲組件塗裝改為白色與黑色，也能夠再度拼裝成機體的型態，但是沒有頭部。熾天使鋼彈Ⅱ型的機體名稱變更為GN-00802 賽拉（Sera）。
GN-008RE 熾天使鋼彈Ⅱ型（Seravee Gundam Ⅱ）
- 類型：重火力可變型MS
- 高：18.5公尺
- 重量：65.7公噸
- 機體武裝：

GN光束軍刀（GN Beam Saber）×2
GN大炮Ⅱ型（GN Bazooka Ⅱ）×2
- 特殊裝置：

Trans-AM系統（Trans-AM System）
- 簡介：

裝備於療天使GUNDAM背部的機體，以於前次大戰中破損的GN-008 熾天使GUNDAM修補而成，塗裝從白色改為墨綠色。
三具擬似太陽爐分別位於胸部與雙腳。
本機沒有駕駛艙，須由提耶利亞以腦量子波操作。
由於分離後的療天使鋼彈戰鬥力極低，因此只有非常狀況才會分離行動。

### GUNDAM支援機
天上人的支援機均內藏多個GN容器（GN Condenser）於機體，容器大小及位置均未知。
GNR-000 GN典籍戰機（GN Sefer）
- 類型：支援合體型戰機
- 駕駛員：希克薩·費米、鋼彈尖兵874（哈那優）[20]、哈囉[20]。
- 長：22.7公尺
- 寬：10.2公尺
- 高：4.0公尺
- 重量：22.9公噸
- 機體武裝：

GN原型Bit（GN Prototype ）×2
- 簡介：

公式外傳「機動戰士GUNDAM 00P第二季」登場，GN武裝戰機的試作型。
本機可與秘天使GUNDAM合體成為「秘典模組（Sefer Rasiel，天使拉結爾之書）」，藉此提升秘天使GUNDAM的機動力和戰鬥力，這個概念最後發展成為了0 Raiser。
本機可分為GN飛艇、核心區塊及左右GN原型Bit四個部分，GN原型Bit及核心區塊可按需要增加。本機除可變為機動艇形態，也能與天上人第三世代GUNDAM合體，是天上人中少有之量產機體。
GN飛艇於戰鬥時能遮斷敵方通訊。
- 命名：「Sefer」來自於希伯來文的「書」。
- 設計者：海老川兼武

GNR-000B 黑色GN典籍戰機（GN Sefer Black Type）
- 類型：支援合體型戰機
- 駕駛員：變革者人造人葛拉貝·拜歐雷特
- 長：22.7公尺
- 寬：10.2公尺
- 高：4.0公尺
- 重量：22.9公噸
- 機體武裝：

GN原型Bit（GN Prototype ）×2
- 簡介：

公式外傳「機動戰士GUNDAM 00F」登場。機體配色是黑色，大型GN容器使用的Tau型的紅色GN粒子。
- 設計者：海老川兼武

GNR-001 GN武裝戰機（GN Arms）
- 簡介：

GN武裝戰機均內藏GN容器（GN Condenser）於機體，容器大小及位置均未知。具體數量不明但至少製作了兩台（D型及E型）。
GNR-001D GN武裝戰機D型（GN Arms Type-D）
- 類型：重火力合體型MA
- 長：47.0公尺
- 寬：38.9公尺
- 高：15.3公尺
- 駕駛員：洛克昂.史特拉托斯
- 機體武裝：

GN雙重步槍（GN Twin Rifle）
超大型GN飛彈搭載箱（Large GN Missile Boat）
GN飛彈（GN Missile）×180
大型GN加農炮（Large GN Cannon）×2
GN力場（GN Field）
- 特殊裝置：

超大型GN容器（Larger GN Condenser）×2
- 簡介：

由天上人開發，作為GUNDAM的強化支援MA，可單機作戰、與強襲集裝箱結合或變形為「GN Armor」與GUNDAM連結。
Type-D為力天使GUNDAM專用，武裝以應對艦隊戰為主，飛彈搭載箱共撘載有180發GN飛彈。
- 設計者：海老川兼武

GNR-001E GN武裝戰機E型（GN Arms Type-E）
- 類型：重火力合體型MA
- 駕駛員：雷瑟·艾恩
- 長：47.4公尺
- 寬：36.2公尺
- 高：15.3公尺
- 機體武裝：

GN戰劍（GN Sword）×2
GN粒子束槍（GN Beam Gun）×2
大型GN加農炮（Large GN Cannon）×2
GN力場（GN Field）
- 特殊裝置：

超大型GN容器（Larger GN Condenser）×2
- 簡介：

由天上人開發，作為GUNDAM的強化支援MA，可單機作戰、與強襲集裝箱結合或變形為「GN Armor」與GUNDAM連結。
Type-E為能天使GUNDAM專用，武裝以應對格鬥戰為主。
- 設計者：海老川兼武

GNR-010 0強化戰機（0 Raiser）
- 類型：支援合體型戰機
- 駕駛員：沙慈·克洛斯羅德，伊恩·瓦斯提（原定）
- 長：17.6公尺
- 寬：11.2公尺
- 高：2.5公尺
- 重量：20.2公噸
- 機體武裝：

GN火神炮（GN Vulcan）×4
GN粒子束機槍（GN Beam Machinegun）×2
GN小型飛彈（GN Micro Missile）×8
- 特殊裝置：

大型GN電容器（Large GN Condenser）×2
強化系統（Raiser System）
- 簡介：

天上人於拉格朗日点L3開發完成，00鋼彈的專用支援機。
外觀與GN典籍戰機相似，有安定雙爐控制系統、Trans-AM增幅機能及引出00 GUNDAM全部性能之功能，與00鋼彈合體後稱為「00強化模組」。
具備一定程度的單機作戰能力，但因為沙慈其否定戰爭的想法，而從未使用過；只有一次為了阻止加格攻擊統御式，而在合體狀態下自行發射GN飛彈。
位於機首之駕駛艙是感應器（Sensor Unit），真正之駕駛艙位於機身內。雙翼的掛載點可安裝00鋼彈的GN盾牌，或是各類外掛式飛彈、機腹則可掛載GN劍Ⅲ型。
- 設計者：海老川兼武

GNR-010/XN 斬擊型強化戰機（XN Raiser）
- 類型：支援合體型戰機
- 機體武裝：

GN火神炮（GN Vulcan）×4
GN粒子束機槍（GN Beam Machinegun）×2
GN小型飛彈（GN Micro Missile）×8
GN破壞巨劍Ⅲ型（GN Buster Sword Ⅲ）+ GN粒子束步槍（GN Beam Rifle）×2
GN力場（GN Field）
- 特殊裝置：

大型GN容器（Large GN Condenser）×2
強化系統（Raiser System）
- 簡介：

0強化戰機加裝了「斬擊套件」後的狀態。
為了追求能與00鋼彈同等的單體性能而研發，但因為開發當時00強化模組的設計已經定型，而停留在設計階段。
機體名稱的XN讀作「Sun Raiser」。
- 設計者：海老川兼武

GNR-101A GN弓兵戰機（GN Archer）
- 類型：支援可變型戰機
- 駕駛員：瑪莉·帕法西（索瑪·皮里斯）
- 長：25.8公尺（飛行型態時）
- 寬：11.6公尺（飛行型態時）
- 重量：30.8公噸
- 機體武裝

GN光束軍刀 （GN Beam Saber） ×2
GN光束步槍（GN Beam Rifle）×2
GN飛彈（GN Missile）×16
- 特殊裝置：

大型GN電容器（Large GN Condenser）×2
- 簡介：

由月之女神鋼彈改裝而成的墮天使鋼彈專用可變形支援機。
可以MS型態作戰，但與墮天使鋼彈進行聯攜戰鬥，才能發揮最大的戰術價值。
MA合體型態名稱讀作「Gun Archer」。
GN電容器內粒子量低下時可與墮天使鋼彈連結並進行充填。
- 命名：「Archer」來自於英文的「弓兵」。
- 設計者：柳瀨敬之

### 非GN機體
CBNGN-003（SVMS-01AP） 聯合旗幟式 天人式樣（Union Flag Celestial Being Version）
- 類型：殖民衛星建設支援巡邏驗證MS
- 駕駛員：剎那·F·塞耶
- 機體武裝：

短線性炮（120mm）（Short Linear Cannon（120mm Caliber））×2
超振動刀／電漿劍（Sonic Blade／Plasma Sword）×2
GN粒子煙幕飛彈（GN Smokescreen Missiles）×8
GN劍Ⅱ型改（GN Sword Ⅱ Kai）
- 簡介：

在『劇場版』中登場。
為地球聯邦軍重新建立，停止以高壓政策打擊反聯邦勢力，並以融和政策管治下，天上人在隱密行動下所使用的非GN機體之一。
本機在剎那專用的GN劍Ⅱ型改（改良自00鋼彈的GN劍Ⅱ型，為配合旗幟式的變形機構而裝置在機體前方）內裝置了GN容器，令其能射出GN粒子束。
原本的火箭發射背包已改為八枝GN粒子煙幕飛彈，其餘武裝和原本的聯合旗幟式軌道用外裝殖民地護衛規格一樣。
本機性能較GN Drive Tau搭載機為低下，需要以突擊形式向敵人進攻。但在剎那的駕駛下，依然足以擊破小隊規模的敵機群。
- 設計者：福地仁

### 運輸艦
天上人的運輸艦均內藏多個GN容器（GN Condenser）於機體，容器大小及位置均未知。運輸艦系列均屬量產機體。
裝載運輸機（Container Ship）
- 類型：MS運輸機
- 駕駛員：雷瑟·艾恩、伊恩·瓦斯提、Gundam Meister
- 簡介：

可載運人員及GUNDAM。托勒密號裝載4台，其他的可於太空、地面或海中飛行，但不能進出大氣層。
突襲用貨櫃（Assault Container）
- 類型：攻擊型MS運輸機
- 駕駛員：雷瑟·艾翁、伊恩·瓦斯提
- 機體武裝：

GN粒子束炮（GN Beam Gun）×2
GN粒子束加農炮（GN Beam Cannon）×2
GN飛彈（GN Missile）×24
- 簡介：

只於動畫第一季登場，可載運人員、GN武裝戰機及GUNDAM，也可直接進行攻擊。
載有GUNDAM或GN粒子量足夠時可進出大氣層。
連絡機（VTOL Craft）
- 類型：萬能型運輸機
- 駕駛員：迪尼亞·艾迪、剎那·F·塞爾
- 簡介：

第二季第5話出現，具有飛行能力，搭載於托勒密號Ⅱ型。
- 設計者：海老川兼武

宇宙運輸艇（Universe Transports Skiff）
- 類型：宇宙型運輸機
- 駕駛員：雷瑟·艾翁、伊恩·瓦斯提、剎那·F·塞爾、艾燎·衛端拿
- 簡介：

天人所量產的宇宙型運輸機。可於後方連接貨櫃，增加人員及物資運送。
實驗室運輸艦（Lab Transport）
- 類型：宇宙型運輸艦
- 機體武裝：

GN飛彈（GN Missile）
- 簡介：

左右共接合2架突襲用貨櫃，運輸機內能收納MS，GN武裝戰機或物資。
可依需要各別分離，上下有連結分離的設計，中空的位置可接合各型貨櫃，甚至可運輸戰艦。

### 戰艦
天上人的戰艦均內藏多個戰艦級GN電容器（Battleship GN Capacitor）於戰艦內，容器大小及位置均未知。
CBS-68 歐幾里德號（Euclides）
- 類型：太空修理補給型工作艦
- 武裝：

GN力場（GN Field）
- 簡介：

公式外傳「機動戰士GUNDAM 00F」中登場，天上人分支天使之母艦，由馮恩·史帕克啟動。
艦橋橋樑形狀與天上人母艦托勒密號相同，擁有8條操作臂作修理及補給船艦之用。當巨大的上下操作臂張開時，能收納修理托勒密號。加上左右操作臂時，能收納托勒密號Ⅱ型。
有4個GN推進器（GN Vernier）和等離子引擎以控制工作艦，各操作臂可獨立運作。
- 命名：「Euclides」為歐幾里得英語拼法。
- 設計者：柳瀨敬之

CBS-70 托勒密號（Ptolemaios）
- 類型：宇宙形運輸艦
- 指揮：皇·李·諾瑞加
- 長度：251公尺
- 寬度：84公尺
- 高度：74公尺
- 動力：GN高速推進器
- 装甲材質：E碳纖維
- 武裝：

GN力場（GN Field）
- 簡介：

第一季天上人GUNDAM專用運輸艦，最多可裝備4座GUNDAM用格納庫。
不過除防禦用之GN力場外，並不裝備有任何重型武裝，在後期裝備強襲裝載運輸機（Assault Container）才擁有武裝，最多可裝備4台（取代4座GUNDAM用裝集箱），能與艦體分離，直接作出攻擊。
艦橋偽裝在彈射器的閘門上方，以天人戰術預報員皇·李·洛尼嘉為中心進行任務。
與艦艇運作無關的Gundam Meister並沒有席位，但可使用收納在牆壁中的預備座椅。
裝集箱位於以艦艇為中心公轉的構造上，轉至位於艦橋上方的裝集箱能把GUNDAM直接送到艦內再以彈射器出擊。
各GUNDAM也可從裝集箱直接出擊、歸艦，也考慮到打開閘門，把GUNDAM用作托勒密的武裝這樣的機能。
艦內設有量子終端機，是以腦量子波直接訪問Veda的空間，非腦量子波的使用者是無法到達這個地方。
本艦使用GN粒子的推進系統，在同規模的輸送艦中擁有難以想像的高速，但沒有搭載獨立的太陽爐，各GUNDAM的太陽爐必須定時為托勒密補充GN粒子，否則只能靠本艦的GN電容行動。
本艦成員在戰鬥時會關閉一般的電力供應，切換到低能源消耗的狀態下作戰。
本艦在第一季第24話被一台GNX-603T 厄運式擊毀主艦橋，使得當時在架橋內的利比達路及姬絲汀娜壯烈犧牲。
- 命名：「Ptolemaios」為「托勒密」的古希臘文唸法。
- 設計者：海老川兼武

CBS-74 托勒密號Ⅱ型（Ptolemaios Ⅱ）
- 類型：萬能型戰艦
- 指揮：皇·李·洛尼嘉
- 武裝：

GN小型加農炮（GN Cannon Turret）×6
GN加農炮（GN Cannon）×4
GN扁平加農炮（GN Flak Cannon）×6
GN導彈（GN Missile）× ∞
GN魚雷（GN Tropedo）× ∞
GN力場（GN Field）
- 特殊裝置：

Trans-AM系統（Trans-AM System）
光學迷彩（Optics Camouflage Paint）
大型GN電容器（GN Condenser）
- 簡介：

天人的新型戰鬥母艦，針對於托勒密沒有武裝的弱點和新一代Trans-AM為前提開發，
融合托勒密、突擊用裝集箱和GN裝甲的設計而成的母艦，主要是大幅提升武裝火力。
第一第二機倉裝載GUNDAM，第三機倉裝載一般機體及支援機，3個機倉均可互相移動機體。
擁有為長時間持續作戰的火器管制裝置，在物資充足的情況下，彈藥是近乎是無限的。
彈射器增加至3個，位於艦橋兩側及下方。
艦橋增至3個，在主艦橋被破壞時把控制權移交到副艦橋，這樣能夠令托勒密能繼續航行。
新型的GN粒子推進系統（GN Propellant System）擁有極高的速度及推進力，使本艦能直接進出大氣層及於深海中自由航行。
艦上的GN電容器與GN粒子推進系統是一體式設計能獨立啟動Trans-AM。更可以透過各GUNDAM啟動Trans-AM聯動，功率以倍數增幅。
在第二季第9話，藉由各GUNDAM的Trans-AM系統直接提升本艦推進力及GN力場強度，進行大氣層超高速脫離（受地球引力情況且以Trans-AM的極限時間下計算，速度至少達到83km/s，遠超第三宇宙速度），並無效敵人所有攻擊。
在第二季第13話，Memento Mori攻防戰中，在天人戰術預報員皇·李·洛尼嘉的指揮下，巧妙利用Trans-AM特性（高速移動與殘象之間能造成瞬間轉移的現象）迴避Memento Mori的鐳射掃射攻擊。
於地球上能使用光學迷彩避過敵方衛星探測。
- 設計者：海老川兼武

CBS-742 托勒密號Ⅱ型改（Ptolemaios Ⅱ Kai）
- 類型：萬能型戰艦
- 指揮：皇·李·洛尼嘉
- 武裝：

GN小型加農炮（GN Cannon Turret）×6
GN加農炮（GN Cannon）×4
GN扁平加農炮（GN Flak Cannon）×6
GN導彈（GN Missile）× ∞
GN魚雷（GN Tropedo）× ∞
GN力場（GN Field）
- 特殊裝置：

Trans-AM系統（Trans-AM System）
光學迷彩（Optics Camouflage Paint）
大型GN電容器（GN Condenser）
Veda量子終端機（Veda Terminal）
- 簡介：

電影中登場天人戰鬥母艦，是托勒密號Ⅱ型的強化型。
因為物質缺乏而放棄開發新型艦的念頭，為托勒密號Ⅱ型的推進系統進行改造，在推進器左右額外裝上GN電容推進器（GN Booster），為推進器帶來更強大的推進力及長時間啟動Trans-AM進行遠距離宇域航行，更可以在艦外使用電纜為MS進行粒子補充，粒子殘量耗盡後可直接從尾部分離。
天人重新奪回Veda的掌控權，並完全掌握Veda所有功能後（在第一季，沒有得到Veda的許可，天上人是不能隨意行動），在電影中的天人均能掌握地球、新政府及聯邦軍的動向，以及分佈在世界各地的變革體之情報，這也是因為得到了Veda強大的支援，而放棄開發新型艦，一邊進行著規格外的武力介入。
本艦於ELS之戰中被侵蝕，尚未知道是否與ELS同化。

## （）

### （GNW系列）
GNW-001 座天使GUNDAM一型（Gundam Throne Eins）
- 類型：高火力長距離炮擊型MS
- 駕駛員：約翰·崔尼提
- 高：18.6公尺
- 重量：67.1公噸
- 機體武裝：

GN光束軍刀（GN Beam Saber）×2
GN光束步槍（GN Beam Rifle）
GN炮（GN Launcher）
GN米加炮（GN Mega Launcher）
GN高能米加炮（GN High Mega Launcher）
GN盾牌（GN Shield）
- 特殊裝置：

GN粒子傳輸系統（GN Particle Transfer System）
- 簡介：

拉古納·哈維製造的GUNDAM，與天上人原版的GUNDAM最大差異在於三架座天使GUNDAM的太陽爐為「Tau（希臘字母T）」型，釋放出的粒子顏色為紅色。
為系列的1號機。
在與被沙瑟斯搶奪的座天使GUNDAM二型交戰時不敵被毀。
- 設計者：鷲尾直廣
- 相關機體：

GNW-001/hs-T01 亂流型座天使GUNDAM一型（Gundam Throne Eins Turbulenz）
- 命名：九天使階級中排第三的座天使（thronus）。

GNW-002 座天使GUNDAM二型（Gundam Throne Zwei）
- 類型：多重目標攻擊格鬥型MS
- 駕駛員：米歇爾·崔尼提（前期）、阿里·亞爾·沙瑟斯（後期）
- 高：18.6公尺
- 重量：67.1公噸
- 機體武裝：

GN光束軍刀（GN Beam Saber）×2
GN破壞巨劍（GN Buster Sword）
GN手槍（GN Handgun）
GN獠牙（GN Fang）×8
- 簡介：

拉古納·哈維製造的GUNDAM，與天上人原版的GUNDAM最大差異在於三架座天使GUNDAM的太陽爐為「Tau（希臘字母T）」型，釋放出的粒子顏色為紅色。
為系列的2號機。
- 命名：九天使階級中排第三的座天使（thronus）。
- 設計者：鷲尾直廣
- 相關機體：

GNW-004 座天使鋼彈四型（Gundam Throne Vier）
GNW-003 座天使GUNDAM三型（Gundam Throne Drei）
- 類型：戰術特化支援型MS
- 駕駛員：妮娜·崔尼提
- 高：19.4公尺
- 重量：67.7公噸
- 機體武裝：

GN光束軍刀（GN Beam Saber）×2
GN手槍（GN Handgun）
GN盾牌（GN Shield）
GN飛彈（GN Missile）
- 特殊裝置：

GN隱形力場（GN Stealth Field）
- 簡介：

拉古納·哈維製造的GUNDAM，與天上人原版的GUNDAM最大差異在於三架座天使GUNDAM的太陽爐為「Tau（希臘字母T）」型，釋放出的粒子顏色為紅色。
為系列的3號機。
- 命名：九天使階級中排第三的座天使（thronus）。
- 設計者：鷲尾直廣

GNW-004 座天使GUNDAM四型（Gundam Throne Vier）
- 類型：多重目標攻擊格鬥型MS
- 駕駛員：阿里·亞爾·沙瑟斯
- 高：18.6公尺
- 重量：67.1公噸
- 機體武裝：

GN光束軍刀（GN Beam Saber）×2
GN破壞巨劍（GN Buster Sword）
GN盾牌（GN Shield）×2
GN獠牙（GN Fang）×6
- 特殊裝置：

Trans-Am Tau
- 簡介：

拉古納·哈維製造的GUNDAM，與天上人原版的GUNDAM最大差異在於三架座天使GUNDAM的太陽爐為「Tau（希臘字母T）」型，釋放出的粒子顏色為紅色。
為系列的4號機。
舞台劇《機動戦士ガンダム00 -破壊による再生-》新增機體。
- 命名：九天使階級中排第三的座天使（thronus）。

### 運輸艦
GNW-003/SH 晾（Liang）
- 類型：匿蹤型MS運輸機
- 駕駛員：妮娜·崔尼提
- 機體武裝：

GN粒子束步槍（GN Beam Rifle）
- 簡介：

第二季中妮娜駕駛之機體，由王留美家獨立開發，搭載擬似太陽爐。
能運送機體、大量人員及物資，可裝配武裝於機體上。
隱密性極高，擅長於諜報行動，內部還隱藏著座天使GUNDAM三型。
- 設計者：鷲尾直廣

## 太陽能與自由國家聯邦（Union of Solar Energy and Free Nations）

### MS
YMS-01A 旗幟式（YMS-01A Flag）
- 類型：可變型MS
- 駕駛員：葛拉漢·耶卡
- 簡介：

廣播劇CD「Road to 2307」中提及，艾利斯公司與拉斐爾·艾夫曼教授一起聯手開發。
在與狂風式的模擬戰獲勝後被聯合正式採用為聯合旗幟式的原型機，參與競賽的機體為「A」規格，在同時間尚有其它規格存在。
- 設計者：福地仁

SVMS-01AS 聯合旗幟式 天空用外裝（Union Flag Aero Sky Package Type）
- 類型：空戰型MS
- 駕駛員：約書亞·愛德華茲
- 機體武裝：

60mm 線性臂鎧（60mm Linear Glaunet）×2
- 簡介：

為背部飛行組件換裝為Areo Cowl引擎的空戰型旗幟式。
- 設計者：福地仁

SVMS-01E 葛拉漢專用聯合旗幟式特裝型（Graham's Union Flag Custom）
- 類型：高速可變型MS
- 駕駛員：葛拉漢·耶卡
- 高：17.9公尺
- 重量：66.6公噸
- 機體武裝：

XLR-04 線性步槍（XLR-04 Linear Rifle）
超振動刀／電漿劍（Sonic Blade／Plasma Sword）×2
飛彈（Missile）×6（腳部×2、機翼下的掛架×4）
防禦棍（Defense Rod）
- 簡介：

為了對抗GUNDAM的高機動性，艾夫曼教授於一週內（葛拉漢要求的時間）改造完成，加大了引擎而削減了裝甲與儲存燃料的空間以達輕量化，擁有一般旗幟式兩倍以上的速度。
全機表面塗了抗GN粒子的漆黑塗裝，配備了由艾莉絲公司推出的新型試作線性步槍，防禦棍的位置因葛拉漢是左撇子的關係而改到右手肘。
此機體達到了初步與GUNDAM對抗的目標，不過因葛拉漢要求將限制器解除，操作性和飛行員的安全性幾乎沒被考慮，於全速轉向時即使採用耐G系統的補助，駕駛員仍要承受最少12G的負擔。
在劇中只被稱作「旗幟式專用機」（Custom Flag）。
- 設計者：福地仁

SVMS-01O 超限旗幟式（Over Flag）
- 類型：可變型MS
- 駕駛員：霍華德·梅森，戴瑞爾·道奇，約書亞·愛德華茲
- 高：17.9公尺
- 重量：67.7公噸
- 機體武裝：

超限旗幟式用線性步槍（Over Flag Linear Rifle）
超振動刀／電漿劍（Sonic Blade／Plasma Sword）×2
飛彈（Missile）×6（腳部×2、機翼下的掛架×4）
防禦棍（Defense Rod）
- 簡介：

艾夫曼教授以葛拉漢專用機為基礎修改而成，基本上的結構跟葛拉漢專用機相同，但為了駕駛員安全仍保有引擎的限制器，總共製作了14架，配給「Over Flags」的隊員使用。
機身上有特別的標式圖章以便認證。
在2314年被地球聯邦軍改修成超限旗幟式太空型，對抗ELS。
- 設計者：福地仁

SVMS-01X 聯合旗幟式特裝型Ⅱ型（Union Flag Custom Ⅱ）
- 類型：高速格鬥型MS
- 駕駛員：葛拉漢·耶卡
- 高：17.9公尺
- 重量：74.2公噸
- 機體武裝：

GN粒子束軍刀（GN Beam Saber）×1
- 簡介：

於第一季第25話登場，搭載擬似太陽爐的旗幟式（因此俗稱為「GN旗幟式」）
沒有任何遠戰用武裝，擬似太陽爐輸出之能量僅使用在GN粒子束軍刀（該GN光束軍刀是從座天使GUNDAM一型奪取的）及非戰鬥時的飛行上，尚未能完全取代傳統能源。
由於要把擬似太陽爐裝設在機體上，必須把飛行組件移除，所以本機不能變形。
值得一提的是，葛拉漢·耶卡要比利·片桐製造本機是要替霍華德·梅森及戴瑞爾·道奇報仇，也是為了在霍華德墓前立下的「以旗幟式擊敗鋼彈」的約定。
原本本機可以啟動GN力場，但由於部件在匆忙之中製成，所以令GN力場的質素有參差。
飛行時擬似太陽爐裝設在機體的背上，使用GN光束軍刀時會旋轉到左肩；此外左手臂上的電纜非常顯眼（皆因為葛拉漢是左撇子）。
- 設計者：福地仁

YMS-02 聯合狂風式（Union Blast）
- 類型：可變型MS
- 駕駛員：史雷戈·蘇瑞奇
- 簡介：

於廣播劇CD「Road to 2307」及「00N」中登場，由貝爾公司所開發的聯合實訓式升級版。
由於在同時間並未有其他規格的機體存在，於開發用的型式編號後沒有機種識別用的記號。
由於其開發構想依舊是以空戰為主，機體在MA型態時比YMS-01A 旗幟式優異、但MS型態時卻相當的低劣，使得總合評價陷入了不利的狀況。
貝爾公司為了挽回局勢而以高額的報酬請了史雷戈·蘇瑞奇少校來擔任測試駕駛員，但其結果是在模擬戰中以意外墜毀的形式輸給了徒弟葛拉漢·耶卡所駕駛的YMS-01A 旗幟式。
- 設計者：福地仁

## 人類革新聯盟（Human Reform League）

### MS
MSJ-06Ⅱ-SP 鐵人式桃子（Tieren Taozi）
- 類型：超兵用標準型MS
- 駕駛員：索瑪·皮利斯
- 高：18.7公尺
- 重量：112.1公噸
- 機體武裝：

30mm機槍（30mm Machine Gun）
太空型200mm × 25口徑滑膛炮（200mm × 25 Caliber Smooth-bore Gun（Space Type））
- 簡介：

人革聯超兵－索瑪·皮利斯的專用機，塗裝為粉紅色，可於太空與陸上的使用的兩用機（而不須換裝）。
二肩可動裝甲部與小腿部裝置大型推力偏向推進器，全身各處也裝置了較小型的推進器，擁有高於一般鐵人的機動性。
頭部裝備兩台監視器，初登場時由於有測試的性質，仍然使用頭帶式顯示器。
不過由於不能阻隔駕駛員索瑪和高達使者阿雷路亞的腦量子波，在安全的建議下，於第一季第9話起裝上全方位投影系統及新型（阻隔腦量子波）駕駛員用太空服。
本機之操作負擔非常沉重，除超兵外一般駕駛員均被認定是無法駕駛。
- 命名：「Taozi」為「桃子」之中文讀音。
- 設計者：寺岡賢司

MSJ-06YⅢ-B 鐵人式槴子（Tieren Kyitwo）
- 類型：超兵用雙人駕駛標準型MS
- 駕駛員：李奧納多·范恩斯（前座）、黛芬尼·貝迪利亞（後座）
- 高：18.9公尺
- 重量：129.6公噸
- 機體武裝：

30mm機槍（30mm Machine Gun）
30mm旋動機槍（30mm Machine Gun Turret）
200mm × 25口徑滑膛炮（200mm × 25mm Smooth-bore Gun）
500mm多階段加速炮（500mm Multistep Acceleration Gun）
- 簡介：

開發次世代MS的實驗機，外觀與鐵人桃子相近，相當於桃子的原型，可於太空與陸上的使用的兩用機（而不須換裝）。
原本鐵人式槴子為次世代機種MSJ-07的實驗機，但由於鋼彈和厄運式的出現使鐵人式槴子不著邊際，所以成為了桃子的原型機。
需要兩人駕駛，前座與桃子同樣為全周圍顯示器，但後座與其他鐵人一樣需要戴上頭罩式顯示器。
裝備試製500mm多階段加速炮等實用化前的試作兵器。
在2314年駕駛倉經由天上人的哈米娜改造後成為全周式顯示器並使用。
- 設計者：寺岡賢司

MSJ-06Ⅲ-A 鐵人式全領域對應型（謝爾蓋專用鐵人式桃子）（Tieren All Region Type（Sergei's Tieren Taozi））
- 類型：標準型MS
- 駕駛員：謝爾蓋·斯米爾諾夫
- 機體武裝：

30mm機槍（30mm Machine Gun）
非太陽爐搭載機用GN粒子束步槍（Advanced GN Beam Rifle）
- 簡介：

第二季第16話登場，謝爾蓋·斯米爾諾夫專用鐵人式桃子，塗裝為藍色。
桃子的一般兵型，也同樣被暱稱成「桃子」。二肩可動裝甲部與小腿部裝置大型推力偏向推進器，全身各處也裝置了較小型的推進器，推進系統強化到可以在大氣圈內飛行。
武裝則配備非太陽爐搭載機用的GN粒子束步槍，步槍下端可開啟GN粒子束軍刀，整體看來就像裝著刺刀的GN鐳射步槍。
最初是人革聯下一代機體的第一把交椅，不過隨著地球聯邦軍的成立與擬似GN Drive搭載機的普及化之下，僅生產了幾台而已。
本機為鐵人式次期主力機開發計畫誕生的其中一機，能夠對應陸地、天空及太空環境而不須換裝，雖然還是非常依賴駕駛員的能力。
- 設計者：寺岡賢司

## 新歐盟（Advanced European Union）

### MS
AEU-09 AEU 制定式（AEU-09 AEU Enact）
- 類型：可變型MS
- 高：17.6公尺
- 重量：66.8公噸
- 機體武裝：

線性步槍（Linear Rifle）
超振動刀／電漿劍（Sonic Blade／Plasma Sword）
防禦棍（Defense Rod）
飛彈發射器（Missile Launcher）
- 簡介：

使用了太陽能系統，作為取代暴徒式的新主力機種，擁有可變形結構的高空高速戰機體。
可接收軌道電梯所發出的微波作為能源，在領土內不需要擔心燃料耗盡的問題。
不過總體上為仿照Union主力機SVMS-01 聯合旗幟式來設計，只有收音、防禦功能略較旗幟式出色（據在場的Union籍MS研究專家比利·片桐所指）。
腳部的空艙可裝備飛彈或長距離飛行時所使用的燃料。
- 設計者：福地仁
- 相關機體：

AEU-09 AEU 制定式試作機（AEU Enact Demostration Color）
- 駕駛員：派屈克·克拉桑瓦
- 機體武裝：

線性步槍（Linear Rifle）
超振動刀／電漿劍（Sonic Blade／Plasma Sword）
防禦棍（Defense Rod）
飛彈發射器（Missile Launcher）
- 簡介：

AEU對外首次披露的制定式試作機，由AEU的菁英駕駛員派屈克·克拉桑瓦駕駛。
於人革連軌道升降機使用十週年之日高調公開並遭天上人機體GN-001 能天使GUNDAM重創，從此對外留下「首台被GUNDAM武力介入之機體」的不好印象。
AEU-09/LS AEU 地面強襲型制定式（AEU Enact Landstriker Package）
- 類型：強襲型MS
- 駕駛員：古拉斯·恪立
- 機體武裝：

雷射炮（Laser Cannon）
線性機槍（Linear Machinegun）
超振動刀／電漿劍（Sonic Blade／Plasma Sword）
20mm機槍（20mm Machinegun）
煙幕發射裝置（Smoke Discharger）
防禦棍（Defense Rod）
- 簡介：

搭載地面強襲裝備的制定式，第二季反地球聯邦組織「純源」作戰機之一，沒有飛行型態但機體可與地面強襲裝備分離單獨作戰。
- 設計者：福地仁

AEU-09T AEU 指揮官型制定式（AEU Enact Commander Type）
- 類型：可變型指揮官用MS
- 駕駛員：派屈克·克拉桑瓦
- 高：17.6公尺
- 重量：66.8公噸
- 機體武裝：

線性步槍（Linear Rifle）
超振動刀／電漿劍（Sonic Blade／Plasma Sword）
防禦棍（Defense Rod）
飛彈發射器（Missile Launcher）
- 簡介：

AEU 制定式的指揮官型量產機，加強了通信及防塵能力。
- 設計者：福地仁

AEU-09Y812 阿里·亞爾·沙瑟斯專用AEU 制定式（摩拉利亞開發實驗型）（Ali Al-Saachez's AEU Enact Custom（Moralia Development Experiment Type））
- 類型：可變型MS
- 駕駛員：阿里·亞爾·沙瑟斯
- 高：17.6公尺
- 重量：66.2公噸
- 機體武裝：

附劍步槍（Blade Rifle）
防禦棍（Defense Rod）
超振動刀／電漿劍（Sonic Blade／Plasma Sword）
飛彈發射器（Missile Launcher）
手榴彈（Grenade）
碳纖維短劍（Carbon Dagger）
- 簡介：

由摩拉利亞民間軍事集團PMC Trust改裝的制定式改良機，由喜好近接戰（因此撘載了其他制定式沒有的附劍步槍）的僱傭兵阿里·亞爾·沙瑟斯駕駛。
為與摩拉利亞正規軍一般機作出區別而把塗裝從紅色改為深藍，肩部及頭部前端之感光發電器被大型化，裝甲被輕量化（這是駕駛員沙瑟斯的意願）。
在第15話被稍作改良成AEU-09Y812/A 阿里·亞爾·沙瑟斯專用AEU制定式亞格利莎型，並可與MA「亞格利莎」連結。
- 設計者：福地仁

AEU-09Y812/A 阿里·亞爾·沙瑟斯專用AEU 制定式亞格利莎型（Ali Al-Saachez's AEU Enact Custom Agrissa Type）
- 類型：可變型MS
- 駕駛員：阿里·亞爾·沙瑟斯
- 高：17.6公尺
- 重量：66.2公噸
- 機體武裝：

附劍步槍（Blade Rifle）
防禦棍（Defense Rod）
超振動刀／電漿劍（Sonic Blade／Plasma Sword）
飛彈發射器（Missile Launcher）
手榴彈（Grenade）
碳纖維短劍（Carbon Dagger）
- 簡介：

由AEU-09Y812 阿里·亞爾·沙瑟斯專用AEU制定式（摩拉利亞開發實驗型）稍作改良，並可與MA「亞格利莎」連結。
由於亞格利莎能放出直接攻擊駕駛艙的電漿力場（Plasma Field），本機因此塗有特殊塗裝。
- 設計者：福地仁

### MA
AEU-MA07007 亞格利莎7型（Agrissa Type 7）
- 類型：換裝型MA
- 駕駛員：馮恩·史帕克
- 機體武裝：

等離子力場（Plasma Field）
電漿加農炮（Plasma Cannon）
線性加農炮（Linear Cannon）
碳纖維爪（Carbon Claw）×2
- 特殊裝置：

多腳組件（Multi Leg Unit）
- 簡介：

世界各國捲入太陽能戰爭時，AEU軍所開發出來的MA。機體上部與MS合體，從上部的暴徒式駕駛員進行操縱。本機是以輸送與補給作為基本目的所開發。
本體內部，有著足以運送兩架可變MS或是一輛氣墊戰車的空間。此外，本體中央部左右的突起處，是電力接收用天線，能夠直接接受發電衛星以微波形式發出的電力補給。
除了氣墊式移動之外，也能夠增設多腳組件，發揮機械化步兵的移動前線基地兼壓制據點用MA的機能。多腳組件的前端部分，能夠產生線性力場，獲得與接地部分之間的反作用力，僅靠小面積的接地面就能夠支撐本身重量而不會沉入地面。
此機體存在有許多種類的衍生版本，「7型」是屬於防禦軌道電梯用的類型，單獨一架也具有強大的戰鬥能力。
最大的特長，是能在腿部包圍的範圍內發出等離子力場，可以利用此裝置先封住敵機行動，之後再用等離子加農炮來進行攻擊。
等離子力場針對的對象主要是給予敵機駕駛員損傷而非機體，這是為了避免敵機爆炸後，四散的破片可能會對軌道電梯造成傷害而採用的裝備。
一般是六足設計，7型是四足設計，在減少的腿部換上格鬥戰用的碳纖維爪。
00P第二季第五回被秘天使GUNDAM擊毀。
- 設計者：福地仁

AEU-MA07013 亞格利莎（Agrissa）
- 類型：換裝型MA
- 駕駛員：阿里·亞爾·沙瑟斯
- 機體武裝：

等離子力場（Plasma Field）
- 特殊裝置：

多腳組件（Multi Leg Unit）
- 簡介：

世界各國捲入太陽能戰爭時，AEU軍所開發出來的MA。機體上部與MS合體，從上部的制定式駕駛員進行操縱。本機是以輸送與補給作為基本目的所開發。
本體內部，有著足以運送兩架可變MS或是一輛氣墊戰車的空間。此外，本體中央部左右的突起處，是電力接收用天線，能夠直接接受發電衛星以微波形式發出的電力補給。
由於攻擊手法非常殘忍而遭國際禁用，不過AEU暗地中使用。
亞格利莎的體積龐大，足以裝載二台MS，因此也能做為運輸工具。
表面佈滿能夠改變塗裝色調及迷彩分布的奈米機器。腳部為選配裝備，也可以換成其他裝備。
13型的多腳組件為六足設計。
在第一季第14話被交給阿里·亞爾·沙瑟斯，並在第一季第15話以等離子力場攻擊正在撤退的GN-001 能天使GUNDAM時被新型GNW-003 座天使GUNDAM三型擊毀，而搭載的AEU-09Y812/A 阿里·亞爾·沙瑟斯專用AEU制定式亞格利莎型則在爆炸前與本機分離。
- 設計者：福地仁

## 聯合國（United Nations）／地球聯邦（Earth Sphere Federation）、A-Laws

### MS
根據設計者與外型的不同，地球聯邦（包括正規軍與A-Laws）所開發的各式GNX系列機型還可細分為不同的技術平台與設計體系，包括：GN-X系（基於厄運式的基礎框架）、前人革聯系（基於前人革聯的既有技術體系）與前聯合／AEU系（基於前聯合與前AEU的技術體系）等。

#### 厄運式體系
GNX-509T 巨蜥型座天使式（Throne Varanus）
- 類型：試作型MS
- 高：18.8公尺
- 重量：69.1公噸
- 機體武裝：

GN鏈炮（GN Chain Gun）
GN長管步槍（GN Long Barrel Rifle）
GN粒子束軍刀（GN Beam Saber）×2
GN防禦棍（GN Defense Rod）
GN盾牌（GN Shield）
- 簡介：

公式外傳「機動戰士GUNDAM 00V」中登場，首先搭載「Tau（希臘字母T）」型GN Drive之機體，也是三台座天使鋼彈的後繼機及厄運式的原型試作機，駕駛倉由胸前改至腰前。
上下共四根明顯突出物為GN粒子生成裝置之一部分，可使不熟悉利用GN粒子做為動力的機體的駕駛員能夠在空戰時更容易駕馭機體。
- 命名：「Varanus」取自阿拉伯文的，意思為監控。
- 設計者：鷲尾直廣

GNX-603T 厄運式（GN-X）
- 類型：標準型MS
- 高：19.0公尺
- 重量：70.4公噸
- 機體武裝：

GN粒子束步槍（GN Beam Rifle）／GN粒子束長程步槍（GN Long Barrel Beam Rifle）
GN粒子束軍刀（GN Beam Saber）×2
GN火神炮（GN Vulcan）×2
GN盾牌（GN Shield）
GN爪（GN Claw）×2
- 簡介：

天上人監視者亞歷漢卓·科納以三台座天使GUNDAM為基礎，秘密開發而成之擬似太陽爐搭載型MS，30台機體其後全數交予Union、AEU、人革聯後，作為聯合國軍的主力機體，將天上人導向了毀滅之路。
與鋼彈及其他機體不同，厄運式的駕駛艙位於胯下，這是因為厄運式的擬似太陽爐的组件過大，佔用了空間，不得不將駕駛艙入設置在腰的前部。這種設計似乎存在於外露的问题，然而，實戰中顯示，儘管機體大破由於駕駛艙部分是相對獨立出機體的存在，駕駛員的生還率反而比較高。
本機顧慮到可能會由不熟悉太陽爐的駕駛員所操控，因此在頭部搭載了「子控制系統（sub-control system）」，因此厄運式的頭部有兩組主攝影機、四隻眼以輔助迴避、瞄準等基本操作。操作系統也為配合各駕駛員而施加了特化改造，能以近似舊機體的操作方式進行操縱。因此雖然厄運式的性能仍遜於天上人的GUNDAM，但仍能與GUNDAM戰得不分高下。
打敗天上人的4年之後，在地球聯邦成立之時，軍方仍繼續使用不斷改良的厄運式。
- 命名：唸作「Jinx」，意思為厄運。
- 設計者：海老川兼武

GNX-604T 進階型厄運式（Advanced GN-X）
- 類型：標準型MS
- 高：19.0公尺
- 重量：74.2公噸
- 機體武裝：

GN火神炮（GN Vulcan）×2
進階型GN粒子束步槍（Advanced GN Beam Rifle）
GN粒子束軍刀（GN Beam Saber）
原型GN長矛（Proto GN Lancer）
GN盾牌（GN Shield）
GN爪（GN Claw）×2
- 簡介：

公式外傳「機動戰士GUNDAM 00V」中登場。作為毀滅天上人的聯合國軍主力MS－厄運式，雖然當時只生產了30台，不過之後此機被量產，為世界走向統一起了非常重要的作用，在短時間內與反對勢力進行過多次戰役。
進階型厄運式，為以厄運式為基礎改良的機體，主要由聯合國軍之王牌駕駛員或指揮官使用，但生產數量還不到一般厄運式總數之3％。
機體自開發便確立高機動作戰為方針，除了強化機體各部位GN推進器的出力外，並在雙腿原本收納GN粒子束軍刀的部分換裝成大出力GN推進器（GN粒子束軍刀改成刺刀，搭載於步槍下方）；但亦因此令機體操控極難，尤如一匹烈馬。
本機配置之原型GN長槍（槍身通過旋轉來連續射擊；在格鬥戰時包覆GN力場向敵方突擊）因其性價比高，經改良後成為厄運式 Ⅲ型的制式裝備。
肩部的掛架也可根據駕駛員的要求或任務需求搭載大型防禦棍或GN炮台（GN Launcher）。
從進階型厄運式得到的數據，被活用於次期主力機體的厄運式 Ⅱ型。
- 設計者：海老川兼武

GNX-607T 厄運式 Ⅱ型（GN-X Ⅱ）
- 類型：量產型MS
- 高：19.0公尺
- 重量：70.0公噸
- 機體武裝：

GN火神炮（GN Vulcan）×2
GN粒子束軍刀（GN Beam Saber）
GN爪（GN Claw）×2
- 簡介：

地球聯邦剛成立時使用之機體，為以厄運式為基礎改良的機體，在公元2309年出場。
因地球聯邦開始大規模配備擬似太陽爐的機體，並且逐步了解太陽爐與GN粒子的習性；另一方面，聯邦駕駛員開始熟習駕駛配備太陽爐的機體進行空戰，以致機體的GN粒子生成裝置開始縮小。
參考了「Trinity」作戰方式，衍生出近戰用的巨劍型厄運式 Ⅱ型，以及炮擊戰用的加農型厄運式 Ⅱ型。
- 設計者：海老川兼武

GNX-607T/AC 巨劍型厄運式 Ⅱ型（GN-X Ⅱ Sword）
- 類型：近接格鬥戰型MS
- 高：19.0公尺
- 重量：70.1公噸
- 機體武裝：

GN火神炮（GN Vulcan）×2
GN粒子束軍刀（GN Beam Saber）
GN破壞巨劍（GN Buster Sword）
GN爪（GN Claw）×2
- 簡介：

厄運式 Ⅱ型之近戰特化型，與GNW-002 座天使GUNDAM二型同樣擁有巨型GN實體劍，GN巨劍可產生GN力場，攻擊能力也有所提高，通過增強GN力場能當作盾牌使用。
其裝備的GN巨劍，經天上人技師伊恩改造後成為後來七劍型00GUNDAM的GN破壞巨劍Ⅱ型。
- 設計者：海老川兼武

GNX-607T/BW 加農型厄運式 Ⅱ型（GN-X Ⅱ Cannon）
- 類型：炮擊戰用MS
- 高：19.0公尺
- 重量：70.2公噸
- 機體武裝：

GN火神炮（GN Vulcan）×2
GN加農炮（GN Cannon）
GN粒子束軍刀（GN Beam Saber）×2
GN爪（GN Claw）×2
- 簡介：

厄運式 Ⅱ型之炮擊戰特化型，右腕裝備了大型GN加農炮，雙肩能裝置GN炮。頭部造型與厄運式 Ⅱ型差異極大，中央為射擊專用攝影機，呈放射狀配置的4部為普遍攝影機。
- 設計者：海老川兼武

GNX-609T 厄運式 Ⅲ型（GN-X Ⅲ）
- 類型：標準型MS
- 高：19.0公尺
- 重量：69.8公噸
- 機體武裝：

GN長槍（GN Lancer）／GN鐳射步槍（GN Beam Rifle）
GN粒子束軍刀（GN Beam Saber）
GN火神炮（GN Vulcan）×2
GN爪（GN Claw）×2
GN盾牌（GN Shield）
- 第二季22話起追加武裝：

NGN火箭炮（NGN Bazooka）
- 簡介：

厄運式之發展型，2312年地球聯邦軍與「地球聯邦獨立治安維持部隊（A-Laws）」的主力機。據說其性能依舊遜於進階型厄運式。
主武器GN長槍為進階型厄運式的原型GN長槍制式版本，內藏有四門GN光束步槍（GN Beam Rifle），射擊、突擊戰皆可使用。此外，在駕駛員的要求下也可以裝備較冷門的GN光束步槍。
NGN火箭炮的「NGN」意指此武裝並沒有運用GN粒子技術，但藉由更換彈匣可切換發射GN粒子束或特殊GN飛彈。第二季動畫第二集顯示本機可搭載反GN粒子煙幕彈。
A-Laws之厄運式 Ⅲ型為紅色塗裝，並因駕駛員為軍方中的精英，機體採用高輸出力的太陽爐；地球聯邦軍則為淡藍色，並且配合軍方的地域巡邏任務，機體採用低輸出力，續航時間較高的太陽爐。劇場版中殖民地公社使用的為淡黃白色。
- 設計者：海老川兼武

GNX-612T/AA 卓越型GN-X（Superbia GN-X）
- 類型：突襲登陸型MS
- 高：19.2公尺
- 重量：69.1公噸（突襲登陸組件：44.9公噸）
- 機體武裝：

GN火神炮（GN Vulcan）×2
突襲登陸組件（Assault Landing Equipment）
GN飛彈（GN Missile）×2
GN光束炮（GN Beam Gun）×4
GN苦無劍（GN Kunai）×2
GN光束刺針（GN Beam Needle）
GN火神炮（GN Vulcan）
GN劍（GN Sword）
- 簡介：

地球聯邦軍的新型機，以厄運式 Ⅲ型為基礎，投入了許多新技術（如變革者MA統御式），能夠在水中戰鬥及必要時進行登陸作戰，性能接近地球聯邦次世代機體厄運式 Ⅳ型。
- 命名：「Superbia」為拉丁语「榮譽」之意並同時帶有英語的「最高水準（Super）」之意。
- 設計者：海老川兼武

GNX-803T 厄運式 Ⅳ型（ Ⅳ）
- 類型：標準換裝型MS
- 駕駛員：聯邦士兵（一般機），柏齊·歌拉沙禾，安柱·施米洛夫（指揮官機）
- 機體武裝：

GN短管步槍（GN Short Rifle）／GN長管步槍（GN Long Rifle）
GN鐳射軍刀（GN Beam Saber）×2
GN破壞巨劍（GN Buster Sword）
NGN大炮（NGN Bazooka）×2
GN火神炮（GN Vulcan）×4
GN盾牌（GN Shield）×2
GN爪（GN Claw）×10
特殊裝置：
Trans-AM系統（Trans-AM System）
- 簡介：

於『劇場版』中登場，為地球聯邦軍的新型主力量產型MS。
機體是以卓越型GN-X為基礎，融合了停產的先驅式系列以及於天上人號中獲得的新技術所開發的新型機，在試驗資料中有著凌駕於GUNDAM之上的性能。
由於GN-X系列中的機體骨架幾乎沒有變化，絕大部分皆是由厄運式 Ⅲ型改裝而成，僅少部分機體是全新製造。。
在地球聯邦軍的量產機之中為首架搭載有Trans-AM系統以及全周圍展開式GN力場的機體。同時，機體的運用構想也回歸到了厄運式 Ⅱ型的武器換裝，使得本機擁有泛用機的特性，能夠配合任務更換各種裝備。
機體外觀除了於頭部追加雙天線與雙眼式攝影機等具有GUNDAM形象的特徵之外，還具有先驅式系列的肩部推進器等特徵。
指揮官機為灰黑色塗裝，一般機為軍綠色。一般機有著分類為五種套組的基本裝備可供駕駛員選擇，而指揮官機的駕駛員可以任意搭配自己想使用的武裝。
- 設計者：海老川兼武

相關機體：
GNX-805T/CF 核心戰機搭載型厄運式 Ⅳ型（GNX Ⅳ Core Fighter Loaded Type）
- 簡介：

於外傳00N登場，此機體是因在之前和ELS戰爭中失去了大量的士兵，為了能讓駕駛員逃生機率提高而追加的系統，重視人性化的改良型厄運式 Ⅳ型。
此核心戰機是参考了天上人和變革者的核心戰機而設計，在ELS戰爭過後將残存下來的厄運式 Ⅳ型全部的駕駛艙改修成核心戰機型。
此核心戰機系統原定是厄運式 Ⅳ型的次世代機厄運式Ⅴ型的標準装備。
GNMS-XCVII 阿爾瓦亞隆（Alvaaron）
- 類型：標準型MS
- 駕駛員：亞歷漢卓·科納
- 高：17.6公尺
- 重：69.2公噸
- 機體武裝：

GN粒子束步槍（GN Beam Rifle）×2
GN粒子束軍刀（GN Beam Saber）×2
GN力場（GN Field）
- 簡介：

內藏於MA阿爾瓦特雷的MS，也是阿爾瓦特雷的本體。
背部之翼狀組件可以壓縮GN粒子束步槍的粒子作超遠距離射擊。
- 設計者：大河原邦男

#### 前人革聯體系
GNX-704T 先驅式（Ahead）
- 類型：標準型MS
- 高：20.6公尺
- 重量：71.1公噸
- 機體武裝：

GN粒子束步槍（GN Beam Rifle）
GN衝鋒槍（GN Submachine Gun）
GN粒子束軍刀（GN Beam Saber）×2
GN火神炮（GN Vulcan）×2
GN盾牌（GN Shield）
- 第二季22話起追加武裝：

NGN火箭炮（NGN Bazooka）
GN特殊飛彈集裝箱（GN Special Missle Container）
- 外掛裝置：

自動機械人搭載箱（Automaton Container）
- 外加特殊裝置：

偽裝迷彩力場（Camouflage Paint Field）
- 簡介：

從厄運式發展而來的高性能泛用機，預計未來取代厄運式 Ⅲ型，但目前由於生產數量較少，所以只配給A-Laws的高階軍官（官階中尉或以上）使用，號稱性能高於天上人的第三世代鋼彈。
頭部的攝影機配置留有厄運式的樣式，但是機體的內部構造則更接近鋼彈。考慮到一般大眾對於鋼彈的反感，除背部太陽爐外的部分均採用人革聯風格之外裝，實際上是A-Laws最初在研發新型的擬似太陽爐搭載型MS時打算在跳脫厄運式的設計概念的同時得到能超越該系列機的高性能，發現人革聯的鐵人式的機體框架能支撐過百噸的機體且能保持相當不錯的機動性，其骨架可說相當結實耐用，再加上其粗壯的總體骨架有充足的空間埋設GN粒子的傳輸纜線，在獲得凌駕於厄運式乃至於鋼彈的出色性能的同時又能確保骨架不會因為過於激烈的機動導致結構受損，因而選擇以鐵人式作為先驅式的基礎架構再做細部改良。胸口的太陽爐其實是完全外露的，但基於上述因素所以追加了裝甲覆蓋。
為了減短磨合期，駕駛艙採用與厄運式幾乎相同的設計，因為身體已經有了充足空間所以將其設置在接近靠近胸口、太陽爐正上方的位置（襟領的黃色部位即為駕駛艙艙門），這種設計就類似於於天上人的第3.5世代鋼彈，但因為與厄運式 Ⅲ型的駕駛艙的高度不同，所以在基地或母艦整備時就需要兩種高度的機架，有一部分的整備人員似乎並不滿意這樣的措施。
偽裝迷彩力場能偽裝成附近物體以欺騙雷達及光學掃瞄。NGN火箭炮和厄運式 Ⅲ型所使用的是同型號。GN特殊飛彈集裝箱為攜帶式，未裝置於MS上，有4個飛彈發射管，特殊GN飛彈能穿透GN力場。
- 設計者：寺岡賢司

GNX-704T/AC 先驅式近距離戰鬥型「前鋒」（Ahead Close Combat Type（Sakigake））
- 類型：近戰型MS
- 駕駛員：武士道先生（葛拉漢·耶卡）
- 高：21.1公尺
- 重量：72.3公噸
- 機體武裝：

GN粒子束長軍刀（GN Long Beam Saber）
GN粒子束短軍刀（GN Short Beam Saber）
GN火神炮（GN Vulcan）×2
GN短粒子加農炮（GN Short Beam Cannon）
GN盾牌（GN Shield）
- 簡介：

先驅式之特化型試作機之一，屬近戰用機體。
外觀與武裝參考古代日本武士，為喜愛近戰用的武士道先生（葛拉漢·耶卡）所專用的先驅式。因武士道先生為左撇子，操作系統設定為左手專用。
背部兩側的主推進器垂直配置方便揮刀，並分別裝上一門近距離GN短粒子加農炮，與頭部的兩門原裝先驅式用的GN火神炮進行連續射擊，牽制對手。
主武裝為GN粒子束長軍刀，參考古代武士刀的形狀，輸出力相當高，曾一刀砍斷00高達的盾牌；而GN粒子束短軍刀則是作為二刀流，或備用武裝。
帶有防禦棍的專用盾牌裝置於右手，內藏的GN電容器主要是為消耗過多粒子的GN粒子束長軍刀急速填充粒子用。
頭部後方伸出之電纜可供應能量予追加裝備（主要是GN粒子束長軍刀）。
- 命名：「Sakigake」來自日本漢字「先驅」。
- 設計者：寺岡賢司

GNX-704T/SP 先驅式腦量子波對應型「野苺」（Ahead Quantum Brainwave Type（Smultron））
- 類型：腦量子波對應型MS
- 駕駛員：索瑪·皮利斯（前期）、露意絲·哈利維（後期）
- 高：20.9公尺
- 重量：72.9公噸
- 機體武裝：

GN粒子束步槍（GN Beam Rifle）
GN衝鋒槍（GN Submachine Gun）
GN粒子束軍刀（GN Beam Saber）×2
GN火神炮（GN Vulcan）×2
GN盾牌（GN Shield）
- 外加特殊裝置：

偽裝迷彩力場（Camouflage Paint Field）
火箭推進器組件（Thruster Unit）
- 簡介：

先驅式之特化型試作機之一，屬高機動性機體。
以對應可使用腦量子波的駕駛員為前提，機體之操作及裝備均可由腦量子波控制。
本機在索瑪·皮利斯離開A-Laws後交由露意絲·哈利維駕駛。
背部火箭推進器組件可作360角度旋轉以改變運動性能，偽裝迷彩力場能偽裝成附近物體以欺騙雷達及光學掃瞄。
- 命名：「Smultron」來自瑞典語「野草莓」，含有「理想的地方」之意。
- 設計者：寺岡賢司

GNX-704T/FS 先驅式強行偵查型（Ahead Forcing Scout Type）
- 類型：強行偵察型MS
- 高：20.6公尺
- 重量：99.7公噸
- 機體武裝：

GN火神炮（GN Vulcan）×2
GN光束步槍（GN Beam Rifle）
GN光束衝鋒槍（GN Beam Submachine Gun）
GN光束加農炮（GN Beam Cannon）×2
GN光束軍刀（GN Beam Saber）×2
- 簡介：

搭載「強行偵察型」裝備的先驅式，俗稱「長尾」，能在沒有母艦後勤的狀況下作長距離和長時間活動。
由於擬似太陽爐運行時間存在限制，所以本機為了延長活動時間而搭載了可拋棄式的第二座擬似太陽爐以及GN電容器等裝備，本體的太陽爐本身也為了能夠在長時間內持續產生粒子而進行了調整。但缺點是若要像一般型的先驅式那樣瞬間爆發大量粒子就需要消耗GN電容器內儲存的粒子。
利用本機得到的數據，開發出了能夠搭載於一般型的先驅式且使其能長距離航行的推進器裝備，在2314年廣為GNX-803T 厄運式 Ⅳ型使用。
- 設計者：寺岡賢司

GNX-Y802T 無頭式（Neo Hed）
- 類型：試作型MS
- 高：18.3公尺
- 重量：80.1公噸
- 機體武裝：

GN粒子束步槍（GN Beam Rifle）
GN粒子束軍刀（GN Beam Saber）×2
GN劍（GN Sword）
- 簡介：

綜合了先驅式近距離戰鬥型和先驅式腦量子波對應型的特性的先驅式後繼機型，最大的特徵是沒有頭部。原本計畫在先驅式正式取代厄運式 Ⅲ型後作為新一代的高階軍官與王牌用機為目的研發，但開發計畫隨著A-Laws的解散而腰斬，其設計資料也為日後的厄運式 Ⅳ型奠定了一定的基礎。
- 設計者：寺岡賢司

#### 前聯邦（Union）／前新歐盟（AEU）體系
GNX-U02X 豪傑式（Masurao）
- 類型：高速格鬥型MS
- 駕駛員：武士道先生
- 機體武裝：

GN長光束軍刀「霍華德」（GN long beam Saber “Howard”）
GN短光束軍刀「戴瑞爾」（GN short beam saber “Daryl”）
光束戰輪（Beam Chakram）
GN力場（GN Field）
- 特殊裝置：

Trans-AM系統（Trans-AM System）
- 簡介：

首台搭載Trans-AM系統的非鋼彈／擬似太陽爐搭載機體，由前聯邦體系（Union）的團隊負責研發，因此外型上與旗幟式相似，頭部是直接沿用自超限旗幟式（戴瑞爾機）的零件，但追加了裝甲覆蓋。日文原名寫作漢字。
- 設計者：福地仁

GNX-Y901TW 須佐之男（Susanowo）
- 類型：高速格鬥型MS
- 駕駛員：武士道先生（葛拉漢·耶卡）
- 機體武裝：

強化軍刀「不知火」/「雲龍」（Reinforced Saber）
三重天譴炮（Tri Punisher）
光束戰輪（Beam Chakram）
GN爪（GN Claw）×2
GN力場（GN Field）
- 特殊裝置：

Trans-AM系統（Trans-AM System）
- 簡介：

進一步改良自豪傑式，聯邦軍內部的聯合體系（Union）開發團隊為了角逐次世代主力機體的所研發的試作機。在設計階段時聽取武士道先生的建議，推出了格鬥戰用規格。但在豪傑式階段只是把測試平台加上格鬥戰規格的武裝而已，所以從須佐之男開始，才真正能追上次世代機種性能的機體。頭部的GN粒子控制天線變得更大，表示有將擬似太陽爐的出力推向最大化的特性，也是本機體往後作為王牌駕駛專用機的象徵。因為Trans-AM系統會消耗大量的GN粒子，因此追加了大型粒子儲存槽來確保有足夠的粒子驅動。而武士道先生的座機也一如既往的採用了他專用的左撇子專用操作系統，機體的構造也做了一定程度的特別調整，為了避免左手被龐大的粒子量使得超出負荷而損毀，採用了更為堅固的籠手設計。另一方面腹部搭載了全新的三重天譴炮，從搭載了武士道先生相當排斥的射擊型武裝也可看出本機為了角逐次世代主力機型的野心。
GNX-Y903VS 勇者式一般用試驗機（Brave （Standard Test Type））
- 類型：標準型MS
- 駕駛員：太陽勇者隊成員
- 機體武裝：

GN粒子束步槍「龍吼」（GN Beam Rifle “Drake Howling”）
GN粒子束機槍（GN Beam Machinegun）×2
GN加農炮（GN Cannon）×2
GN粒子束軍刀（GN Beam Saber）×2
GN導彈（GN Missile）×2
30mm機槍（30mm Machinegun）×2
三重天譴炮（Tri Punisher）
輪刃手榴彈（Chakram Grenade）
- 簡介：

於『劇場版』中登場，以須佐之男為基礎進一步發展的而成的次期主力候補機之一，以原屬聯邦（Union）及新歐盟（AEU）的技術人員為中心所開發的機體。
外觀、變型機構及武裝皆承襲了兩大陣營機體（旗幟式及制定式）之特徵（繼承了旗幟式的變形機構，制定式的綠色塗裝以及能順暢對應變形機構的駕駛艙）。
目前配備了6架（其中一架為指揮官用試驗機）於太陽勇者隊中進行實際運用的性能驗證。
由於太陽勇者隊在火星戰線的表現以及在同時所驗證得到的長距離快速反應能力，使得該6架機體於對ELS的最終防衛戰中被編入了實戰部隊，而在同時機體的開發用型式編號中也去除了代表為試作機體的「Y」，成為了GNX-903VS 勇者式一般用試驗機與GNX-903VW 勇者式指揮官用試驗機。
在以MA型態進行長距離移動時會加裝增槽型GN電容器，於變形成MS型態時會拋棄掉。
相比起須佐之男，本系列機體的三連舍娑曩喃除了可以以MS型態發射外，亦可以以MA型態發射（但兩者都需要GN粒子束步槍連結機體中央才行）。
本機為一般用試驗機，塗裝為綠色，搭載一具擬似太陽爐（背部中央）。
GNX-Y903VW 勇者式指揮官用試驗機（Brave （Commander Test Type））
- 類型：指揮官用MS
- 駕駛員：葛拉漢·耶卡
- 機體武裝：

GN粒子束步槍「龍吼」（GN Beam Rifle “Drake Howling”）
GN粒子束機槍（GN Beam Machinegun）×2
GN加農炮（GN Cannon）×2
GN粒子束軍刀（GN Beam Saber）×2
GN導彈（GN Missile）×2
30mm機槍（30mm Machinegun）×2
三連舍娑曩喃（Tri Punisher）
輪刃手榴彈（Chakram Grenade）
- 簡介：

於『劇場版』中登場，為指揮官用的上位機種，搭載兩具擬似太陽爐（分別置於左右平衡推進翼上），為一般駕駛員難以駕馭的高出力機體。武裝基本沒有差別，但是GN加農炮的口徑稍大、GN光束軍刀也改採指揮官專用的高出力型。
頭部有著與一般試驗用機相異的左右對稱型大型天線以及與旗幟式相似的感測素子。
由於在太陽勇者隊中僅有葛拉漢·耶卡搭乘，本機在實質上為其專用機，而武器皆為左腕所持（皆因為葛拉漢·耶卡為左撇子）。
在於ELS的最終決戰中，葛拉漢·耶卡以在Trans-AM狀態時讓擬似太陽爐超載的方式對超大型ELS進行了特攻，壯烈犧牲（在之後的設定中，葛拉漢因為和ELS融合而得以生還）。

#### 其他
GNMS-XCVII 阿爾瓦亞隆（Alvaaron）
- 類型：標準型MS
- 駕駛員：亞歷漢卓·科納
- 高：17.6公尺
- 重：69.2公噸
- 機體武裝：

GN粒子束步槍（GN Beam Rifle）×2
GN粒子束軍刀（GN Beam Saber）×2
GN力場（GN Field）
- 簡介：

內藏於MA阿爾瓦特雷的MS，也是阿爾瓦特雷的本體。
背部之翼狀組件可以壓縮GN粒子束步槍的粒子作超遠距離射擊。
- 設計者：大河原邦男

GNW-100A 前兆式（Sakibure）
- 類型：太空探查用MS
- 機體武裝：

工具箱（Tool Storage Box）×2
- 簡介：

劇場版結尾2364年時外太空航行船「皇」所搭載的量產型機體，為地球聯邦所開發的GUNDAM型MS。
以太空探查用為前提設計所以沒有武裝，基本上不用於戰鬥而屬於工具機類別，配色以GUNDAM的紅藍白為主，因駕駛員(人類、ELS或共乘)與動力源(原版太陽爐、擬似太陽爐或GN電容器)的不同而有許多型號，ELS位於頭部(有搭載ELS的型號)，人類駕駛座在腹部。
其中高性能機體會搭載原版太陽爐，僅有搭載原版太陽爐的機體擁有進行量子跳躍的機能，能像量子型00GUNDAM一樣進行行星間的跳躍。
原版太陽爐和擬似太陽爐的設計資料及製造雖已交給了民間，但原版太陽爐依舊是稀少且貴重的動力源，而擬似太陽爐也受到了相當程度的管理，絕大多數的機體皆是使用具有便利性的GN電容器作為動力來源（頭部內藏的ELS同時被去除）。
- 設計者：寺岡賢司

### MA
GNMA-XCVII 阿爾瓦特雷（Alvatore）
- 類型：長距離重火力中短距離多重目標戰術殲滅型MA
- 駕駛員：亞歷漢卓·科納
- 簡介：

搭載7個擬似太陽爐的大型MA，機身以金色為主，釋放出的GN粒子顏色為紅色，第一季第24話首次出擊。
GN粒子束炮火力足以一擊重創天上人母艦托勒密號及鋼殫，GN力場防禦力足以抵擋突襲用貨櫃之炮擊，巨型手臂可應對近身格鬥戰（甚至能和GNR-001E GN裝甲模組E型的GN爪抗衡）。
位於前方的兩門GN粒子束步槍為隱藏MS－GNMS-XCVII 阿爾瓦亞隆所用。
- 設計者：大河原邦男

GNMA-04B11 三葉蟲式（Trilobite）
- 類型：水戰型MA
- 長：62.2公尺
- 寬：20.5公尺
- 高：6.1公尺
- 機體武裝：

GN魚雷（GN Torpedo）
電磁剌針（Electro Needles）×2
勾爪（Grappling Arms）×6
- 簡介：

第二季第4話登場，搭載三個擬似太陽爐之水戰用MA，需要兩人駕駛，魚雷「虎子」能穿透GN力場，對艦戰時具有相當大的優勢。
由加入A-Laws的露意絲贊助開發。
本機種由前Union兵工廠生產，頭部及系統均承襲自前Union主力量產機種布勒。
- 命名：機體名稱來自英語「三葉蟲」。
- 設計者：福地仁

GNMA-Y0002V 加迪拉薩（Gadelaza）
- 駕駛員：笛卡兒·雪曼[29]（港譯：笛卡爾·沙曼）
- 長：302.0公尺
- 高：86公尺
- 機體武裝：

GN破壞炮（GN Blaster）
GN獠牙（GN Fang）× 154
大型GN獠牙（Large GN ）×14
小型GN獠牙（Small GN ）×140
GN鐳射槍（GN Beam Gun）×4
GN飛彈（GN Missile）×256
- 簡介：

於『劇場版』中登場，為純粹種變革者而所開發的試作型巨大MA。
考慮到將來會有更多的變革者成為戰力，機體上搭載了多種實驗性質的裝備，但因目前地球聯邦軍之中僅發現笛卡兒·雪曼一位變革者，此MA在實質上為其專用機。
動力源為直列型太陽爐兩組（每組各有三具擬似太陽爐），內藏於機身內部的預備用擬似太陽爐一具及在大型GN獠牙所藏的14枚擬似太陽爐，總共有21枚擬似太陽爐，在MA中擁有最多擬似太陽爐。
大型GN獠牙具有一般MS的尺寸，各自搭載一具擬似太陽爐及10枚小型GN獠牙，在運用上的規模等同於六台勇者式與一艘母艦。
所有獠牙共154個都能對笛卡兒·雪曼有雙向反應，是指獠牙和加迪拉薩機身中裝設的腦量子波同諧系統（Quantum Brainwaves Synchronizing System）與笛卡兒·雪曼之間連結的影響。
在對ELS之戰中地球聯邦以此機及駕駛員的腦量子波作為誘餌攻擊ELS時被侵蝕同化，駕駛員笛卡兒·雪曼陣亡。
於『00I 2314』的尾聲中有2架隸屬於舊人類軍的同型機體登場。

### 戰艦
貝加爾級巡航艦（Baikal-class）
- 類型：量產型太空型戰艦
- 艦長：卡蒂·馬涅欽，阿巴·連特，亞瑟·古德曼，李哲江
- 武裝：

GN加農炮（GN Cannon）×4
GN飛彈（GN Missile）×128
反鐳射彈（Anti Beam Countermeasures）
- 簡介：

A-Laws之量產型太空戰艦，設計意念源自古羅馬與古希臘的海上型戰艦及在2307年和天上人戰鬥的數據，在聯邦軍的運輸艦中是最快的一艘。
與CBS-70 托勒密號的設計一樣，所有戰術預報或數據處理都以主艦橋為中心。但因為在設計時沒有加設副艦橋的關係，在擊沉一艘貝加爾級巡航艦時就只須把所有系統集中一身的艦橋破壞就可以了，那時所有系統都會失效並整艘貝加爾級巡航艦會被成功擊沉。
可收納6台MS（2個小隊），變革者MA恩普拉斯及統御式收掛於後下方。
於劇場版中有一部分貝加爾級巡航艦進行了改造成伏爾加級巡航艦。
伏爾加級巡航艦（Volga-class）
- 類型：量產型太空指揮艦
- 武裝：

GN加農炮（GN Cannon）×4
GN飛彈（GN Missile）×128
反鐳射彈（Anti Beam Countermeasures）
- 簡介：

於劇場版中登場，地球聯邦軍再編組後以貝加爾級巡航艦的基礎而改造的新型艦。
搭載有4個擬似太陽爐，能使用Trans-AM及搭載12台MS。
尼羅級巡航艦（Nile-class）
- 類型：量產型太空指揮艦
- 艦長：金司令
- 武裝：

雷射加農炮（Laser Cannon）×14
扁平加農炮（Flak Cannon）×2
- 簡介：

於劇場版中登場，地球聯邦軍再編組後建造的新型艦。
艦體中央的大型空間能收納加迪拉薩等大型MA，或最大22架MS。
烏拉級運輸艦（Ural-class）
- 類型：太空型補給運輸艦
- 武裝：

雷射加農炮（Main Laser Cannons）
固定雷射加農炮（Fixed Laser Cannons）
GN飛彈（GN Missiles）
- 簡介：

地球聯邦軍之太空運輸艦。
體積較A-Laws的太空巡航艦大令其可收納96台MS，艦體左右各有3組彈射器。
艦體中央的大型空間能收納統御式等大型MA。
白令級海上空母（Bering-class）
- 類型：海上防空型戰艦
- 武裝：

化學黏合深水炸彈（Chemical Binding Depth Charges）
雷射加農炮（Laser Cannons）
防空雷射方陣（Anti-Air Laser Phalanx）
- 簡介：

A-Laws海上艦隊的母艦，可收納12台MS（4個小隊）。
三葉蟲式收掛於後下方2側。
彈射器2個，位於艦橋兩側。
圭亞那級地上戰艦（Guyana-class）
- 類型：空中型戰艦
- 武裝：

10m雷射加農炮（10m grade Laser Cannons） ×10
GN飛彈（GN Missiles）
- 簡介：

地球聯邦軍和A-Laws地上部隊運用的大型戰艦。
可收納6台MS（2個小隊）。
擁有空中飛行機能及搭載大多數武器及MS的能力。
皇（Sumeragi）
- 類型：外太空航行船
- 艦長：古拉斯·恪立
- 簡介：

地球聯邦軍在2364年所使用的大型外太空航行船，以天上人指揮官皇·李·諾瑞加命名。
以太空探查用為前提設計所以沒有武裝，同時配色以高達的紅色和白色為主。
擁有進行量子跳躍的機能，能像量子型00高達和前兆式一樣進行行星間的跳躍。
提耶利亞（Tieria）
- 類型：外太空航行船
- 簡介：

皇的姊妹船，以天上人鋼彈尖兵提耶利亞.厄德命名。

### 要塞
衛星武器（Memento Mori）
- 類型：大範圍戰略殲滅定置型衛星武器
- 武裝：

電子雷射炮台（Electronic Laser Launcher）
- 簡介：

由前天上人監視者亞歷漢卓·科納著手草擬，其後於第二季由王留美為A-Laws協助建成的定置型衛星武器，共製作了三台，安裝在各個軌道電梯從中心延伸的高軌道環中。
以太陽能驅動，原理為利用軌道環加速電子，再利用共振增加功率，因此其電磁場光共振部為最大弱點。掃射由一位A-Laws的貝加爾級巡航艦指揮官負責。
發射台內部設有兩具主炮，能朝上向外太空及朝下向地球攻擊，有效攻擊範圍大約可涵蓋三分之一地球表面，但由於發射台安裝在高軌道環中，兩具主炮仍有發射角度的限制。
其弱點為不能連續發射，並需要聚集大量能量才能掃射一發。
- 命名：“Memento mori”為拉丁語，意思為「記住你總有一天是會死的」。

## 純源（Katharon）
純源（Katharon）至目前為止使用的皆為前三大國的機體，但塗裝改為藍色。
已確認者有：

### MS
1. AEU-05/05 AEU暴徒式（AEU Hellion Perpetuum）
2. AEU-09 AEU制定式（AEU Enact）
3. AEU-09 AEU制定式太空型（AEU Enact Space Type）
4. AEU-09/LS 克勞斯專用AEU制定式地面強襲包裝（Klaus's AEU Enact Landstriker Package）
5. MSER-04 長鼻式（Anf）
6. MSJ-06Ⅱ-A 鐵人式陸戰型（Tieren Ground Type）
7. MSJ-06Ⅱ-E 鐵人式太空型（Tieren Space Type）
8. VMS-15 聯合實訓式（Union Realdo）
9. VMS-15 聯合實訓式太空型（Union Realdo Space Type）
10. SVMS-01 聯合旗幟式（Union Flag）
11. SVMS-01A 聯合旗幟式太空型（Union Flag Space Type）
12. SVMS-01A 大英聯合摩斯卡(工作者)(白)（Union Flag Space Type）

### 戰艦
1. 維吉尼亞級（Virginia）
2. EDI-40-II 老虎（Lao Fu）

## 變革者（Innovator）

### GNZ系列MS
於2312年登場，由變革者利用存於Veda內GUNDAM的開發資料，自行研發的一系列變革者專用擬似太陽爐搭載型MS，採用了大量與同期太陽爐搭載機截然不同的技術。
與GNW系機體的設計理念相同，雖設有各種配合不同作戰目的而改良的特化機，但各機解除武裝後，頭部及機體顏色外均是採用完全相同的骨架。擬似太陽爐搭載於機體的外置背包，經過大幅度改良後擁有接近原型太陽爐的性能。
為配合太空戰，腳部被設計成如同踮起腳尖的形態，亦能於腿部外裝GN推進單元（GN Booster Unit）作長距離移動之用，機體大小則以配合地球聯邦基地或戰艦運用為前提而設計。在設計時吸納了GNY-004 審判女神GUNDAM核心戰機系統的設計資料，以及考慮到變革者數目稀少和同類型擬似太陽爐數量少此兩因素的緣故，各機均設有能於緊急時把駕駛艙直接拔出與背包的擬似太陽爐組合脫離的逃生單元系統。
變革者由於擁有Veda支援，能夠獲得Veda在2307年後提供的新GN技術，令GNZ系機體擁有壓倒天人自行研發的新世代GUNDAM的戰鬥力，即使是擁有「伊歐利亞的遺產」的GN-0000 00 GUNDAM亦能戰得勢均力敵。
GNZ-001 鎮魂犬GUNDAM（GRM Gundam）
- 類型：變革者專用試作型MS
- 駕駛員：利傑尼·瑞傑塔，尼奧·吉克（李奧納多·范恩斯）
- 高：22.9公尺
- 重量：61.4公噸
- 機體武裝：

GN米加炮（GN Mega Launcher）
GN粒子束軍刀（GN Beam Saber）×2
GN火神炮（GN Vulcan）×2
GN盾牌（GN Shield）
- 特殊裝置：

逃生單元（Escape Unit）
GN力場（GN Field）
- 簡介：

GNY-004 審判女神GUNDAM的直系發展型，也是GNZ系列試作型，是對於GNZ系列的發展極其重要的機體。
臉部的GUNDAM臉沒有藏起來，其餘裝備基本上與GNZ-003 加迪薩相同。
- 備註：

於外傳00F中的機體介紹單元登場時僅以黑色剪影以及原型加迪薩（Prototype Gadessa）帶過，詳細設定發表於外傳00V第18回。鎮魂犬GUNDAM於00I第12集為利傑尼·瑞傑塔的MS登場，在00I 2314已成為天使所用的3台GUNDAM之一（在軌道電梯使用），由尼奧·吉克（前人革聯軍超兵李奧納多·范恩斯）駕駛。
- 命名：GRM（全稱為「Generation of Reborn MS」）讀作「Garm」，是北歐神話中出現的地獄巨犬加姆。
- 相關機體：

GNZ-001 鎮魂犬GUNDAM E（GRM Gundam E）
- 類型：試作型MS
- 駕駛員：尼奧·吉克（李奧納多·范恩斯）
- 高：22.9公尺
- 重量：61.4公噸
- 機體武裝：

GN米加炮（GN Mega Launcher）
GN粒子束軍刀（GN Beam Saber）×2
GN火神炮（GN Vulcan）×2
GN盾牌（GN Shield）
- 特殊裝置：

逃生單元（Escape Unit）
GN力場（GN Field）
Trans-AM系統（Trans-AM System）
- 簡介：

追加Trans-AM的鎮魂犬GUNDAM，在『00I 2314』中登場。
在『00I 2314』中和ELS一戰中機身各部被侵蝕，但因為剎那成功和ELS溝通而使侵蝕停止，並成為和ELS共生的機體。
GNZ-003 加迪薩（Gadessa）
- 類型：長距離炮擊特化型MS
- 駕駛員：里凡穆·利華弗、希林格·凱爾
- 高：24.8公尺（一般形態）／21.4公尺（着地形態）
- 重量：61.4公噸
- 機體武裝：

GN米加炮（GN Mega Launcher）
GN粒子束軍刀（GN Beam Saber）×2
GN火神炮（GN Vulcan）×2
GN切割器（GN Cutter）
- 特殊裝置：

逃生位元（Escape Unit）
Trans-AM系統（Trans-AM System）
- 簡介：

由鎮魂犬GUNDAM作基礎，發展成炮擊特化型的機種。
綠色機為里凡穆·利華弗專用；白色機為希林格·凱爾專用。
GNZ-004 加格（Gaga）
- 類型：量產特攻型MS
- 駕駛員：變革者人造人
- 高：18.1公尺
- 重量：26.4公噸
- 機體武裝：

GN火神炮（GN Vulcan）×2
- 特殊裝置：

Trans-AM系統（Trans-AM System）
- 簡介：

由鎮魂犬GUNDAM作基礎，發展成量產特攻型的機種。只有上半身，待機時手撐到地上可以當腳使用。
當機體開動Trans-AM系統，配合數量眾多量產機體，可作為自殺式武器。
- 相關機體：

GNZ-004/BW 加格 加農炮型（Gaga Cannon）
- 簡介：

於劇場版、外傳00N中登場。是地球聯邦軍為了彌補戰力而生產的機體。
GNZ-005 加萊佐（Garazzo）
- 類型：高速接近戰特化型MS
- 駕駛員：布林格·史塔比迪、希林格·凱爾
- 高：24.8公尺（一般形態）／21.4公尺（着地形態）
- 重量：60.9公噸
- 機體武裝：

GN鐳射爪（GN Beam Claw）×2
GN火神炮（GN Vulcan）×2
GN拳錐（GN Spike）×2
GN切割器（GN Cutter）
GN盾牌（GN Shield）
- 特殊裝置：

逃生位元（Escape Unit）
GN力場（GN Field）
Trans-AM系統（Trans-AM System）
- 簡介：

由鎮魂犬GUNDAM作基礎，發展成高速接近戰特化型的機種。
GN粒子束軍刀從雙手手指射出，形成GN鐳射爪，破壊力足以斬斷00GUNDAM的GN劍Ⅱ型。裝配在GN盾牌上的GN力場產生器能產生薄弱的GN力場。此外亦能改變施展範圍的大小，也可集中於小範圍提高防禦力。
紫色機為布林格·史塔比迪專用；灰色機為希林格·凱爾專用。
GNZ-007 加迪斯（Gaddess）
- 類型：空間戰特化型MS
- 駕駛員：艾紐·利特納
- 高：24.8公尺（一般形態）／21.4公尺（着地形態）
- 重量：61.3公噸
- 機體武裝：

GN高熱劍（GN Heat Saber）
GN鐳射浮游劍（GN Beam Saber Fang）×7
GN火神炮（GN Vulcan）×2
GN切割器（GN Cutter）
- 特殊裝置：

逃生位元（Escape Unit）
Trans-AM系統（Trans-AM System）
- 簡介：

由鎮魂犬GUNDAM作基礎，發展成空間戰特化型的機種。GN鐳射浮游劍以座天使鋼彈二型的GN浮游炮為藍本設計，可移動射擊或生成鐳射軍刀近距離攻擊敵人。
之後在與智天使鋼彈的交戰中被00強化模組擊破。

### 模仿第三世代GUNDAM
舞台劇《機動戦士ガンダム00 -破壊による再生-》新增一批模仿第三世代GUNDAM的機體，但全改用擬似太陽爐，塗裝改為紅色。
GN-001 I能天使鋼彈（I Gundam Exia）
- 類型：接近戰專用MS
- 駕駛員：イース・イースター（舞台劇新增角色）
- 高：18.3公尺
- 重量：57.2公噸
- 機體武裝：

GN光束軍刀（GN Beam Saber）×2
GN光束匕首（GN Beam Dagger）×2
GN劍（GN Sword）
GN盾牌（GN Shield）
- 後加武裝：

GN長劍（GN Long Blade）
GN短劍（GN Short Blade）
- 特殊裝備：

Trans-AM系統
- 簡介：

模仿天上人所擁有的GN-001 能天使鋼彈。
- 設計者：海老川兼武
- 命名：九天使階級中排第六的能天使（Exusiai）

GN-002 I力天使GUNDAM（I Gundam Dynames）
- 類型：狙擊特化型MS
- 駕駛員：希林格·凱爾
- 高：18.2公尺
- 重量：59.1公噸
- 機體武裝：

GN光束軍刀（GN Beam Saber）×2
GN狙擊步槍（GN Snipe Rifle）
GN盾牌（GN Shield）
- 後加武裝：

GN手槍（GN Pistol）×2
GN全身盾（GN Full-Body Shield）
- 特殊裝備：

Trans-AM系統
- 簡介：

模仿天上人所擁有的GN-002 力天使GUNDAM。
- 設計者：柳瀨敬之
- 命名：英文的Dynames為九天使階級中能天使（Exusiai）的別名（Dynamis），但力天使（Dynamis）與德天使（Virtues）所指的其實同是階級排第五的天使

GN-003 I主天使GUNDAM（I Gundam Kyrios）
- 類型：空戰可變型MS
- 駕駛員：里凡穆·利華弗
- 高：18.9公尺
- 重量：54.8公噸
- 機體武裝：

GN光束軍刀（GN Beam Saber）×2
GN光束衝鋒槍（GN Submachine Gun）
GN盾牌（GN Shield）
- 外掛裝置：

GN轟炸組件（GN Bomb Unit）
空對空GN飛彈組件（Air-to-Air GN Missile Unit）
空對地GN飛彈組件（Air-to-Ground GN Missile Unit）
- 特殊裝備：

Trans-AM系統
尾翼光束炮裝備
導彈裝備
- 簡介：

模仿天上人所擁有的GN-003 主天使GUNDAM。
- 設計者：柳瀨敬之
- 命名：九天使階級中排第四的主天使（Kyriotetes）

GN-005 I德天使GUNDAM（I Gundam Virtue）
- 類型：重裝防禦型MS
- 駕駛員：利傑尼·瑞傑塔
- 高：18.4公尺
- 重量：66.7公噸
- 機體武裝：

GN光束軍刀（GN Beam Saber）×2
GN大炮（GN Bazooka）
雙管GN加農炮（Double GN Cannon）×2
GN力場（GN Field）
- 特殊裝備：

Trans-AM系統
- 簡介：

模仿天上人所擁有的GN-005 德天使GUNDAM。
- 設計者：柳瀨敬之
- 命名：九天使階級中排第五的德天使（Virtues）

### MS
GNW-20000 權天使GUNDAM（Arche Gundam）
- 類型：多重目標攻擊格鬥型MS
- 駕駛員：亞里·艾露·撒祖斯
- 高：20.9公尺
- 重量：72.9公噸
- 機體武裝：

GN鐳射軍刀（GN Beam Saber）×2
GN破壞巨劍（GN Buster Sword）
GN浮游炮（GN Fang）×10
GN盾牌（GN Shield）
- 簡介：

首次登場於第二季第5話，由四年前大戰後嚴重損毀的座天使GUNDAM二型為基礎，利用變革者最新技術全面改造。
- 設計者：鷲尾直廣
- 相關機體：

GNW-20000/J 獵兵型權天使GUNDAM（Jagd Arche Gundam）
GNW-20003 權天使GUNDAM三型（Arche Gundam Drei）
CB-0000G/C 再生GUNDAM／再生加農（Reborns Gundam／Reborns Cannon）
- 類型：變革者可變型專用MS
- 駕駛員：里朋斯·阿爾馬克
- 高：23.3公尺（GUNDAM模式）／21.8公尺（加農模式）
- 重量：79.1公噸
- 機體武裝：

GN破壞發射器（GN Buster Launcher）
大型GN粒子束軍刀（Large GN Beam Saber）×2
小型GN鰭片獠牙（Small GN Fin Fang）×8
大型GN鰭片獠牙（Large GN Fin Fang）×4
GN盾牌（GN Shield）
帶線電磁爪（Egner Whip）×2
- 特殊裝置：

Trans-AM系統（Trans-AM System）
雙重動力系統（Twin Drive System）
- 簡介：

使用在天上人超級電腦Veda內累積的MS技術製作的機體，一面為擅長遠距離攻擊的加農型態，另一面為擅長近距離纏鬥戰的GUNDAM型態。基礎設計在相當早的階段就已完成，把鋼彈，GN加農及坦克模式結合成單一可變型專用MS，但自變革者成員艾紐·利特納從天上人母艦CBS-74 托勒密號Ⅱ型盜取了雙動力系統（Twin Drive System）的資料後，坦克模式被廢除且把GUNDAM模式背上的單一GN Drive改為兩顆並分別裝在左右手肘部，從而成為了現在的形式。機能、性能，或是武裝都無可挑剔，可說是繼承直到目前為止所有GUNDAM的全部特徵的完美機體。由於技術的革新，原版GN Drive與Τ型的性能差異，大體上已經不再存在。本機可切換與Veda的連結，因此能不受審判領域影響。
GUNDAM模式擁有較高泛用性，擅長近距離纏鬥戰。基礎資料與GN-001 能天使GUNDAM相通，設計資料上來看可以說是兄弟機，但由于搭載的武器繁多，所以不容易從外表上察覺。
加農模式偏重强化遠距離射擊能力，擅長遠距離攻擊。使用了GN-005 德天使GUNDAM的設計資料。頭部的内置感應器採用GNX-607T/BW 厄運式 Ⅱ型 炮擊戰型的感應器。
第二季第24話時，以再生加農形態登場，擊墜正在使用審判系統的天使長GUNDAM。第二季第25話時，以再生GUNDAM形態與00強化模組展開最終決鬥，右腿及右前臂被相繼破壞，雙方啟動Trans-AM系統後機體背部被斬破，同時把00強化模組左臂斬落並把其原版太陽爐奪去，但機體也因嚴重受損而不得不拋棄。
- 相關機體：

CB-0000G/C/T 再生GUNDAM原型（Reborns Gundam Origin）
- 類型：變革者可變型專用MS
- 駕駛員：里朋斯·阿爾馬克
- 高：23.3公尺（GUNDAM模式）／21.8公尺（加農模式）
- 重量：79.1公噸
- 機體武裝：

GN破壞發射器（GN Buster Launcher）×2
大型GN粒子束軍刀（Large GN Beam Saber）×2
大型GN鰭片獠牙（Large GN Fin Fang）×2
帶線電磁爪（Egner Whip）×2
- 簡介：

再生GUNDAM之早期設計。
設計上已結合了1 GUNDAM和GN加農，除GUNDAM模式及加農模式外另設有坦克模式（雙手肘設有坦克履帶），使本機能應對短距、中距及長距戰鬥。
但自變革者成員艾紐·利特納從天上人盜取了雙爐系統的資料後坦克模式被廢除（也有一說是因為要適應宇宙戰）。
CB-001 1 GUNDAM（1 Gundam）
- 類型：原型變革者泛用MS
- 駕駛員：畢賽德·佩因（Beside Pain）
- 高：23.3公尺
- 重量：71.8公噸
- 機體武裝：

GN粒子束步槍（GN Beam Rifle）
GN粒子束軍刀（GN Beam Saber）×2
GN盾牌（GN Shield）
- 簡介：

再生GUNDAM－GUNDAM模式原型機，也是GN-000 0 鋼彈的後繼機，昰以準變革者做為鋼彈尖兵為前題，而專為準變革者打造的專用機。外觀與能天使GUNDAM相近。本機仍未獲得雙重動力系統技術，因此只在背上搭載一個GN Drive。兩把GN粒子束軍刀位於左右手肘部的GN容器裡。
- 命名：本機名稱中的「1」讀作「ai（/aɪ/）」。
- 相關機體：

CB-001.5 1.5 GUNDAM（1.5 Gundam）
- 類型：變革者泛用MS
- 駕駛員：畢賽德·佩因（Beside Pain）→ 雷夫·瑞奇塔提沃（Leif Recitativo）
- 高：23.3公尺
- 重量：68.9公噸
- 機體武裝：

GN破壞步槍（GN Buster Rifle）
GN粒子束軍刀（GN Beam Saber）×2
GN盾牌（GN Shield）
GN推進翼（GN Binder）×2
GN推進翼步槍（Binder Rifle）×2
- 簡介：

1 GUNDAM之改良機，外觀及武裝均與1 GUNDAM相近，不過火力、速度等性能強化升級成1.5倍。背部被追加之兩具平衡推進翼（Binder）可按戰況而切換至不同模式，包括待命模式（Binder位於機體右方）、攻擊模式（Binder的粒子控制機能運用於GN破壞步槍上以增強火力）、防禦模式（Binder在盾牌兩側展開強化GN立場）、高速模式（Binder於機體後方展開）、飛行模式（Binder橫向展開成為飛翼）及加農炮模式（Binder架在雙肩上向前方展開）。
- 命名：本機名稱中的「1.5」讀作「ais（/aɪs/）」。

CB-001.5D2 1.5 GUNDAM黑暗型（1.5 Gundam Type Dark）
- 類型：變革者量產型泛用MS
- 駕駛員：變革者
- 高：23.3公尺
- 重量：68.9公噸
- 機體武裝：

GN破壞步槍（GN Buster Rifle）
GN粒子束軍刀（GN Beam Saber）×2
GN盾牌（GN Shield）
GN推進翼（GN Binder）×2
GN推進翼步槍（Binder Rifle）×2
- 簡介：

1.5 GUNDAM之量產機，外觀及武裝均與1.5 GUNDAM相近，不過顏色就改為黑色和紅色。
由畢賽德·佩因向吠陀題出1.5鋼彈的量產方案而生。
在里朋斯·阿爾馬克的想法下，所有倖存的變革者都駕駛1.5 GUNDAM黑暗型作加格部隊的指揮官機之用，自己則駕駛再生GUNDAM作戰。
但由於里朋斯正在進行CB-0000G/C 再生鋼彈的雙重動力測試再加上里朋斯決定將GNZ-004 加格成為主力量產令CBS 天上人號的MS工廠已沒有多餘空間進行1.5 GUNDAM黑暗型的量產，此計劃只好作罷。
- 命名：本機名稱中的「1.5」讀作「ais（/aɪs/）」。

CBY-077 GN加農（GN Cannon）
- 類型：變革者專用支援機
- 駕駛員：畢賽德·佩因
- 高：21.8公尺
- 重量：75.3公噸
- 機體武裝：

GN加農炮（GN Cannon）×4
GN飛彈（GN Missile）×8
- 簡介：

再生GUNDAM 加農模式之原型機，是以GN-005 德天使鋼彈的資料製程的機體，機體顏色為紫色。
原本預定作為變革者首腦里朋斯·阿爾馬克之支援機，但由於里朋斯不希望於戰鬥中依靠支援機而決定把本機與再生GUNDAM結合。
本機之編號參考宇宙世紀系列之RX-77 鋼加農的鐳射大炮。

### MA
GNMA-Y0001 恩普拉斯（Empruss）
- 類型：重火力型MA
- 駕駛員：狄華因·諾瓦
- 長：45.2公尺
- 寬：82公尺
- 高：11.9公尺
- 重量：614.5公噸
- 機體武裝：

大型GN粒子加農炮（Large GN Beam Cannon）
勾爪（Claw Arm）×2
帶線電磁爪（Egner Whip）×2
GN力場（GN Field）
- 特殊裝置：

GN推進器（GN Vernier）×4
- 簡介：

第二季第14話首度登場之試作MA，GNMA-0001V 統御式之試作機，外型近似於GNMA-XCVII 阿爾瓦特雷。
- 設計者：海老川兼武

GNMA-0001V 統御式（Regnant）
- 類型：重火力多重目標攻擊殲滅可變型MA
- 駕駛員：露意絲·哈利維
- 長：40.2公尺（MA型態）
- 寬：70.2公尺（MA型態）
- 高：11.2公尺（MA型態）／38.5公尺（MS型態）
- 重量：586.1公噸
- 機體武裝：

GN粒子束炮（GN Beam Cannon）
GN火神炮（GN Vulcan）×2
帶線電磁爪（Egner Whip）×2
GN獠牙（GN Fang）×10
GN小型飛彈（GN Micro Missile）×4
GN力場（GN Field）
大型GN劍（Large GN Sword）×2
- 特殊裝置：

GN推進器（GN Vernier）×4
- 簡介：

恩普拉斯完成型，變革者首腦里朋斯·阿爾馬克贈予露意絲·哈利維的擬似太陽爐MA，可變形為MS型態，MS頭部內藏有GUNDAM臉。第二季第20話首次出擊。
本機最大特色為GN粒子束炮之粒子束能中途改變射角，GN力場防禦力足以抵擋GN-008 熾天使GUNDAM之Hyper Bazooka。10枚爪型GN獠牙裝於雙手上，每隻手各有2個飛彈發射口。MA型態時機翼擁有當作GN劍使用的機能。
- 設計者：海老川兼武

### 要塞
天上人號（Celestial Being）
- 類型：殖民衛星型外太空航行母艦
- 武裝：

20m GN粒子束粒子炮（20m GN Laser）
80m GN粒子束炮（80m GN Laser）
- 特殊裝置：

光學迷彩（Optical Camouflage）
- 簡介：

以隕石及E-碳素建成的大型母艦，直徑15公里，有6枚要塞級擬似太陽爐，母艦主電腦為量子型演算系統Veda。
據變革者首腦里朋斯所言，本艦之建造目的是為人類與宇宙未知種族對話作準備。
從第一季起一直以光學迷彩隱藏在月球背面，第二季第23話首次出擊，對抗天上人，政變軍及純源。
80m GN粒子束粒子炮利用360度軌道環以環繞母艦來進行掃射，並有大量擬似太陽爐作為彈藥補充GN粒子，而艦首隕石表面有多門防空用20m GN粒子束炮。
於電視動畫劇情結束後被地球聯邦政府全權接管，並於實質上成為新的計畫執行者。
本艦在ELS之戰作為人類的最後要塞出擊，不過面對1:10000的戰力差距依然難以扳回劣勢。

## ELS
由ELS所擬態而成的MS在外觀及機能上並非是完全的模仿，頭部攝影機皆為單眼式，並且於太陽爐外殼及細部等處留有ELS其原有型態的特徵，武器在使用時並非是以手掌進行握持，而是直接由於手臂變形而成，而擬態後的MS或戰艦所散發出的GN粒子以及武器的光束顏色為紫色。由於擬態後還是ELS，所以ELS擬態而成的MS還能以ELS的特性去侵蝕敵機。跟剎那的對話理解人類的現況，除了少數融合型外，全體ELS都變化月球大小的花朵。
ELS 厄運式（ELS GN-X Ⅳ）
- 機體武裝：

GN光束軍刀擬態型
長／短槍管GN光束步槍擬態型
GN火箭炮擬態型
- 簡介：

對MS有所理解的ELS擬態成GN-X Ⅳ型的型態，擁有與GN-X Ⅳ型匹敵的戰鬥能力。
直接由手掌放出光束軍刀，也取消火神炮與駕駛艙的構造變成裝飾用金屬。
ELS 00強化模組粒子儲藏槽型（ELS 00 Raiser Condenser Type）
- 機體武裝：

GN劍Ⅲ型（GN Sword Ⅲ）
GN鐳射軍刀（GN Beam Saber）×2
GN小型飛彈（GN Micro Missile）×8
GN鐳射衝鋒槍（GN Beam Machinegun）×2
- 簡介：

於劇場版漫畫化作品中登場，為ELS擬態成00強化模組粒子儲藏槽型之型態，擁有與00強化模組粒子儲藏槽型匹敵的戰鬥能力。
ELS 屠龍聖劍型墮天使GUNDAM（ELS Arios Gundam Ascalon）
- 機體武裝：

GN飛彈集裝箱（GN Missle Container）×2
GN劍（GN Sword）
GN火神炮（GN Vulcan）×2
GN粒子衝鋒槍（GN Submachine Gun）×2
GN加農炮（GN Cannon）
GN飛彈集裝箱（GN Missle Container）×2
GN粒子束軍刀（GN Beam Saber）×2
- 簡介：

於『00I 2314』中登場，為ELS在捕獲屠龍聖劍型墮天使GUNDAM後擬態而成之型態，擁有與屠龍聖劍型墮天使GUNDAM匹敵的戰鬥能力。
ELS 加迪拉薩（ELS Gadelaza）
- 機體武裝：

GN破壞炮（GN Blaster）
GN獠牙（GN Fang）×154
大型GN獠牙（Large GN ）×14
小型GN獠牙（Small GN ）×140
GN鐳射槍（GN Beam Gun）×4
GN飛彈（GN Missile）×256
- 簡介：

於劇場版漫畫化作品中登場，為ELS擬態成加迪拉薩及其駕駛員笛卡兒·雪曼之型態，擁有與加迪拉薩匹敵的戰鬥能力。
ELS 貝加爾級巡航艦（ELS Baikal-class）
- 機體武裝：

GN加農炮（GN Cannon）×4
GN飛彈（GN Missile）×128
反鐳射彈（Anti Beam Countermeasures）
- 簡介：

在劇場版的最終戰中ELS擬態成貝加爾級巡航艦的型態，外觀上除了艦橋發出紫色光芒之外和普通的貝加爾級巡航艦沒有分別，擁有與貝加爾級巡航艦匹敵的戰鬥能力。
ELS量子型(ELS Qan[T]）
- 駕駛：剎那·F·塞爾
- 擬態武裝：

ELS-Slasher：與GN-Sword構造相似。
ELS-Blaster：與GN-Sword V Buster Rifle相似，炮擊與量子型00高達（瞬間擊毀三艘ELS巡洋艦）威力相約。
- 簡介：

初出現於劇場版結尾時（A.D.2364）開滿花的生物（從定義上），象徵了「和平與互相理解」是與多種生命體融合的產物。
這是意味著存在ELS以外的外星生命體，同時期（A.D.2364）的地球聯邦，新銳外宇宙航空母艦「皇」的探索方向，就是先行一步GNW-100A（Sakibure）遭遇到的未知生命體的地方。
- 外表：

外觀上沒有任何武裝配備，更看不出有駕駛艙，背後的GN Shield是融合了不同於ELS的外星生命體（沒有名字），能適應大氣環境展現出翅膀的形態，翅翼的部分為觸手，向外伸展的尖端部分則是看不見的透明狀，關節仍然保持GN電容器設計，裝甲均以漸變色呈獻，整體輪廓都是保持GUNDAM樣式，但看上去更像是生物一樣似，非常美觀。
- 超常能力：

統合了Twin Drive跟Quantum System之機能：
量子化：影響時間軸。將自身化為量子狀態後再以粒子重組，是絕對迴避的一種手段，物理攻擊（世間萬物）是無法對其干涉。
量子跳躍：意指空間跳躍。來回星球與星球之間的遙遠距離，過程是化為量子狀態。
量子領域：釋放超高濃度粒子來製造量子空間，以達到信息傳遞的目的。透過腦量子波與Twin Drive聯動，化為純度的GN粒子能擴展意識，促使人類進化，做到人與人之間以心靈感應方式互相溝通，以及與外星生命體進行對話。
Trans-AM：唯一已確認可發動Trans-AM的融合型。至於是否有時間限制就不得而知，基於Twin Drive的粒子生產量是呈指數上升，那就會造成Twin Drive生產量比GN電容器的粒子供應量還要大，再加上GN Drive本身幾乎就是永久能源。
具有ELS特性為前提：吸收、學習、變異、融合、修復、不死、沒有固定型態、隨意生成武器，以及適應超重力環境等等，多種能力都是未知，就以木星出現黑色巨大洞口為例，環繞木星附近的星體（衛星）瞬間被粉碎，ELS仍在如此引力極高環境下行動自如，就連在宇宙空間如何產生推進力（第三運動定律）也是未知。
- 設計者：海老川兼武、水島精二

## 其他
工程機械人（Workloader）
- 類型：工人用MS
- 駕駛員：萊爾.狄蘭提
- 高：4～5公尺
- 機體武裝：

机枪（Machine Gun）
4管導彈發射器（4 Tube Missile Launcher）
- 簡介：

小型的機械人，被各地武裝分子（或民間）作為戰力或作業用機器人使用。
據洛克昂（萊爾·狄蘭提）跟提耶利亞的對話（第二季第三話），洛克昂曾是工程機械人的駕駛員。
- 設計者：寺岡賢司

GNX-609T 厄運式 Ⅲ型殖民地公社規格（GN-X Ⅲ Colony Corporation Colors）
- 類型：標準型MS
- 駕駛員：殖民地公社職員
- 高：19.0公尺
- 重量：69.8公噸
- 機體武裝：

GN鐳射步槍（GN Beam Rifle）
GN鐳射軍刀（GN Beam Saber）
GN火神炮（GN Vulcan）×2
GN爪（GN Claw）×2
GN盾牌（GN Shield）
- 簡介：

『劇場版』中登場了三架，殖民地公社所使用的厄運式 Ⅲ型。
塗裝為黃色，由殖民地公社職員駕駛。
在『劇場版』開始時欲以GN鐳射步槍把瑪莉娜·伊斯梅爾及珍妮·巴布迪札所乘的小艇破壞，但是被天上人尖兵剎那所駕駛的CBNGN-003 聯邦旗幟式天人規格以破壞全部機體阻止。
- 設計者：海老川兼武

小型機械人（Karel）
- 類型：維修用小型機械人
- 駕駛員：哈囉
- 簡介：

托勒密上所撘載的小型機械人。
有由哈囉駕駛或無人駕駛兩種模式。
用來協助維修托勒密及整備四部鋼彈。